# Fernando IV de Castilla
Fernando IV de Castilla, llamado «el Emplazado» (Sevilla, 6 de diciembre de 1285-Jaén, 7 de septiembre de 1312), fue rey de Castilla entre 1295 y 1312.
Durante su minoría de edad, su crianza y la custodia de su persona fueron encomendadas a su madre, la reina María de Molina, mientras que su tutoría fue confiada al infante Enrique de Castilla el Senador, hijo de Fernando III de Castilla. En ese tiempo, y también durante el resto de su reinado, su madre procuró aplacar a la nobleza, se enfrentó a los enemigos de su hijo e impidió en varias ocasiones que Fernando IV fuese destronado.
Hubo de enfrentarse a la insubordinación de la nobleza, capitaneada en numerosas ocasiones por su tío, el infante Juan de Castilla el de Tarifa, y por Juan Núñez II de Lara, quienes fueron apoyados en algunas ocasiones por Don Juan Manuel, nieto del rey Fernando III.
Al igual que sus predecesores en el trono, Fernando IV prosiguió la empresa de la Reconquista y, aunque fracasó en su intento de conquistar Algeciras en 1309, se apoderó de la ciudad de Gibraltar ese mismo año, y en 1312 ocupó la plaza jienense de Alcaudete. Durante las Cortes de Valladolid de 1312, impulsó la reforma de la administración de justicia y la de todos los ámbitos de la administración, al tiempo que intentaba reforzar la autoridad real en detrimento del estamento nobiliario.
Falleció en Jaén el 7 de septiembre de 1312, a los veintiséis años de edad, y sus restos mortales reposan en la actualidad en la iglesia de San Hipólito de Córdoba.

## Ascendencia del rey
Era hijo del rey Sancho IV de Castilla y de su esposa, la reina María de Molina. Por línea paterna era nieto de Alfonso X el Sabio y de la reina Violante de Aragón, hija de Jaime I de Aragón. Por parte materna era nieto del infante Alfonso de Molina, hijo del rey Alfonso IX de León, y de su esposa Mayor Alfonso de Meneses.
Fue hermano, entre otros, del infante Pedro de Castilla, señor de los Cameros, del infante Felipe de Castilla y de Beatriz de Castilla, reina consorte de Portugal.

## Infancia del infante Fernando (1285-1295)
El infante Fernando nació en la ciudad de Sevilla el 6 de diciembre de 1285. Fue bautizado en la Catedral de Sevilla por el arzobispo Raimundo de Losana e inmediatamente fue proclamado heredero de la Corona y recibió el homenaje de los notables del Reino.

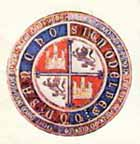
Sello del rey Sancho IV de Castilla, padre de Fernando IV.

Su padre el rey encomendó a Fernán Pérez Ponce de León la crianza del infante, ya que había sido mayordomo mayor de Alfonso X. El infante y su ayo partieron hacia la ciudad de Zamora, donde residía la familia del tutor del infante. Asimismo el rey nombró a Isidro González y a Alfonso Godínez cancilleres del Infante, al tiempo que nombraba a Samuel de Belorado almojarife del príncipe. Fernán Pérez Ponce de León y su esposa, Urraca Gutiérrez de Meneses, influyeron notablemente en la formación del carácter del infante, y este último les demostraría, siendo ya rey, una profunda gratitud.
Ya en su infancia se planteó la cuestión del matrimonio del infante, siendo deseo de Sancho IV elegir una esposa escogida de entre las princesas francesas, o bien de entre las portuguesas, decantándose por esta última casa reinante Sancho IV. En el acuerdo firmado por Sancho IV y el rey Dionisio I de Portugal en septiembre de 1291, se establecía el compromiso matrimonial entre el infante Fernando y la infanta Constanza de Portugal, hija del soberano portugués, que tenía aproximadamente dos años de edad. No obstante, a pesar del compromiso contraído con el monarca lusitano, en 1294, Sancho IV se planteó la posibilidad de desposar a su hijo con la infanta Blanca, hija de Felipe IV de Francia. La muerte de Sancho IV un año después puso fin a las negociaciones emprendidas con la corte francesa.

## Minoría de edad de Fernando IV (1295-1301)
El 25 de abril de 1295 falleció el rey Sancho IV de Castilla en la ciudad de Toledo, dejando como heredero del trono al infante Fernando. Sepultado el rey en la Catedral de Toledo, la reina María de Molina se retiró al primitivo Alcázar de Toledo para guardar un luto de nueve días. La reina fue la encargada de ejercer la tutoría de su hijo, que solo contaba con nueve años de edad. A causa de la ilegitimidad de Fernando IV, debida al matrimonio deslegitimado de sus padres, la reina hubo de afrontar numerosos problemas para conseguir que su hijo permaneciera en el trono.
A las luchas incesantes con la nobleza castellana, capitaneada por el infante Juan de Castilla el de Tarifa, que reclamaba el trono de su hermano Sancho IV de Castilla, y por el infante Enrique de Castilla el Senador, hijo de Fernando III y tío abuelo de Fernando IV, que reclamaba la tutoría del rey, se sumaba el pleito con los infantes de la Cerda, apoyados por Francia y Aragón y por su abuela la reina Violante de Aragón, viuda de Alfonso X. A ello se sumaron los problemas con Aragón, Portugal y Francia, que intentaron aprovechar la situación de inestabilidad que atravesaba la Corona de Castilla en su propio beneficio. Al mismo tiempo, Diego López V de Haro, señor de Vizcaya, Nuño González de Lara y Juan Núñez de Lara el Menor, entre otros muchos, sembraban la confusión y la anarquía en el reino.
En las Cortes de Valladolid de 1295, el infante Enrique de Castilla el Senador fue nombrado tutor del rey, pero la reina María de Molina consiguió mediante el apoyo de las ciudades con voto en Cortes que la custodia de su hijo le fuera confiada a ella. Mientras se celebraban las Cortes de Valladolid de 1295, el infante Juan dejó la ciudad de Granada e intentó ocupar la ciudad de Badajoz, pero, al fracasar en su intento, se apoderó de Coria y del castillo de Alcántara. Pasó después al reino de Portugal, donde presionó al rey Dionisio I de Portugal para que declarase la guerra a la Corona de Castilla y, al mismo tiempo, para que apoyase sus pretensiones al trono.

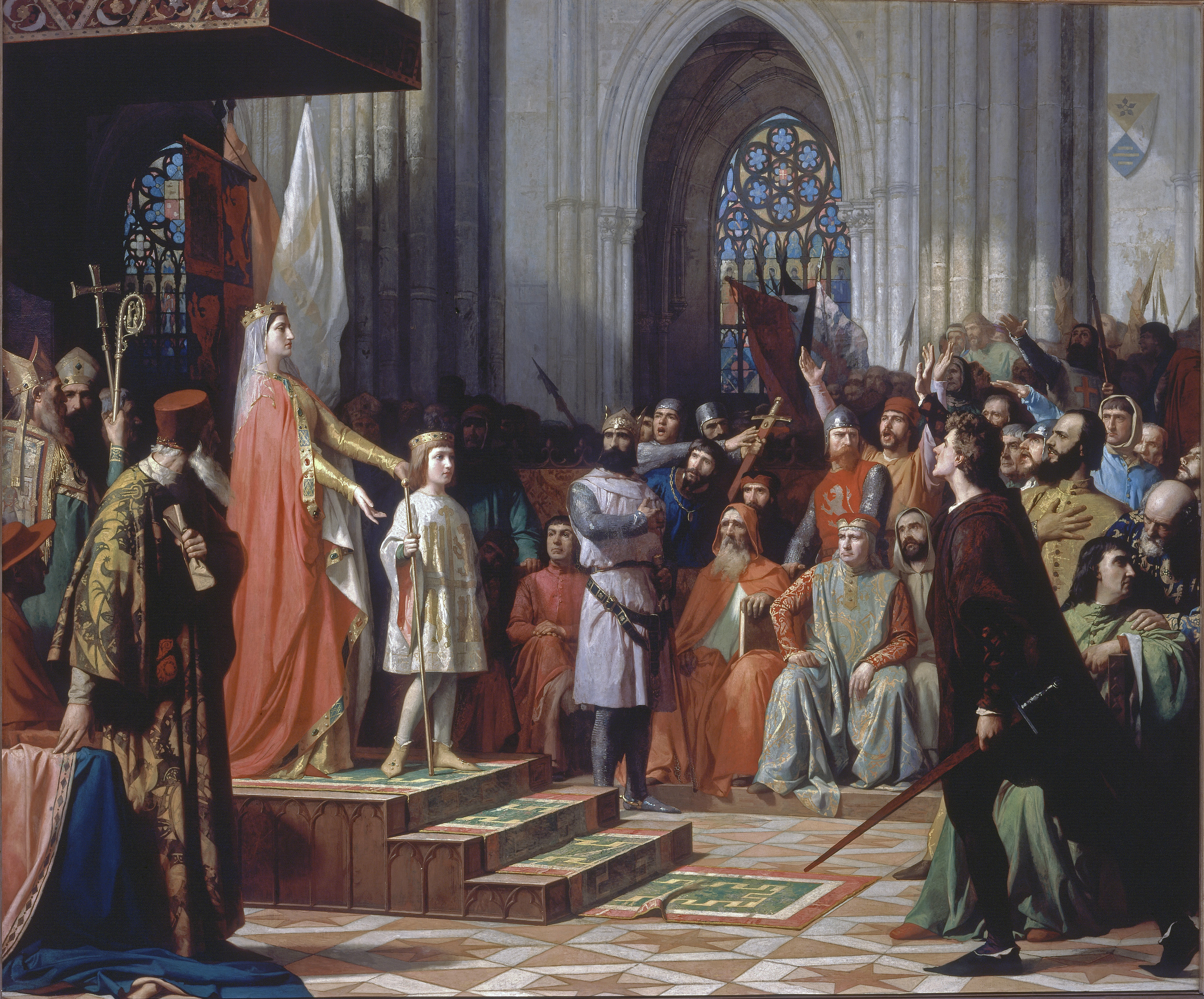
María de Molina presenta a su hijo Fernando IV en las Cortes de Valladolid de 1295. Óleo sobre lienzo de Antonio Gisbert Pérez. 1863. Congreso de los Diputados.

En el verano de 1295, terminadas las Cortes de Valladolid, la reina y el infante Enrique se entrevistaron en Ciudad Rodrigo con el rey Dionisio de Portugal, al que la reina entregó varias plazas situadas junto a la frontera portuguesa. En la entrevista de Ciudad Rodrigo se acordó que Fernando IV contraería matrimonio con la infanta Constanza de Portugal, hija del rey de Portugal, y que la infanta Beatriz de Castilla, hermana de Fernando IV, se casaría con el infante Alfonso, heredero del trono portugués. Al mismo tiempo, a Diego López V de Haro se le confirmó la posesión del señorío de Vizcaya, y al infante Juan, que aceptó momentáneamente como soberano a Fernando IV en privado, se le restituyeron inmediatamente sus propiedades. Poco después, Jaime II de Aragón devolvió a la infanta Isabel de Castilla a la Corte castellana, sin haberse desposado con ella, y declaró la guerra a la Corona de Castilla.
A principios de 1296, el infante Juan, que se había rebelado contra Fernando IV, tomó Astudillo, Paredes de Nava y Dueñas, al tiempo que su hijo Alfonso de Valencia se apoderaba de Mansilla de las Mulas. En abril de 1296 Alfonso de la Cerda inició la invasión de la Corona de Castilla apoyado por tropas aragonesas, y se dirigió a la ciudad de León, donde el infante Juan fue proclamado «rey de León, de Sevilla y de Galicia». Acto seguido, el infante Juan acompañó a Alfonso de la Cerda hasta Sahagún, donde fue proclamado «rey de Castilla, Toledo, Córdoba, Murcia y Jaén». Poco después de ser coronados Alfonso de la Cerda y el infante Juan, ambos cercaron el municipio vallisoletano de Mayorga, partiendo al mismo tiempo el infante Enrique al reino de Granada para concertar la paz entre el monarca granadino y Fernando IV, pues los granadinos atacaban en esos momentos en toda Andalucía las tierras del rey, que eran defendidas, entre otros, por Alonso Pérez de Guzmán. El 25 de agosto de 1296, falleció el infante Pedro de Aragón, víctima de la peste, mientras se encontraba al mando del ejército aragonés que sitiaba la ciudad de Mayorga, perdiendo con ello el infante Juan a uno de sus valedores. Debido a la mortalidad que se extendió entre los sitiadores de Mayorga, sus comandantes se vieron obligados a levantar el cerco.

Configuración peninsular desde 1296 hasta 1300 con la proclamación del infante Juan como Juan I, rey de León, Galicia y Sevilla

Mientras el infante Juan y Juan Núñez de Lara el Menor aguardaban la llegada del rey de Portugal con sus tropas para unirse a ellos en el sitio al que proyectaban someter la ciudad de Valladolid, donde se encontraban la reina María de Molina y Fernando IV, el rey aragonés atacó Murcia y Soria, y el rey Dionisio de Portugal atacó a lo largo de la línea del río Duero, al tiempo que Diego López V de Haro sembraba el desorden en su señorío de Vizcaya.
Ante esta situación, la reina María de Molina amenazó al rey de Portugal con romper los acuerdos del año anterior si persistían sus ataques y su apoyo al infante Juan 'el Usurpador' y a Alfonso de la Cerda. El soberano de Portugal, ante las amenazas de María de Molina, e informado de que Juan Núñez de Lara el Menor se negaba a sitiar Valladolid, así como de que numerosos magnates, nobles y prelados desertaban del bando del infante Juan, retornó junto con sus tropas a Portugal, habiéndose apoderado previamente de los castillos de Castelo Rodrigo, Alfaiates y Sabugal, territorios pertenecientes a Sancho de Castilla "el de la Paz", nieto de Alfonso X. Poco después de la retirada del rey de Portugal, el infante Juan se trasladó a León y Alfonso de la Cerda regresó al reino de Aragón. En octubre de 1296, las tropas de María de Molina, enferma de gravedad en esos momentos, cercaron Paredes de Nava, donde se hallaba María Díaz de Haro, esposa del infante Juan, acompañada por su madre y por su hijo Lope.
Cuando el infante Enrique de Castilla el Senador, que estaba conferenciando con el rey de Granada, tuvo conocimiento de que los aragoneses y los portugueses habían abandonado la Corona de Castilla, y de que la reina se encontraba sitiando Paredes de Nava, decidió regresar a Castilla, temiendo que le privasen del cargo de tutor del rey Fernando. Sin embargo, presionado por Alonso Pérez de Guzmán y por otros caballeros, antes de emprender el regreso, atacó a los granadinos, que en esos momentos habían vuelto a atacar a los castellanos. A cuatro leguas de Arjona, se entabló una batalla con los granadinos, en la que hubiera perdido la vida el infante Enrique de no haberle salvado Alonso Pérez de Guzmán, pues la derrota castellana y leonesa fue completa, siendo saqueado el campamento cristiano. A su regreso a Castilla, el infante Enrique de Castilla persuadió a algunos caballeros y consiguió que se levantase el asedio a que se hallaba sometida Paredes de Nava, a pesar de la oposición de la reina, que volvió a Valladolid en enero de 1297 sin haber tomado la plaza.
En 1297, durante las Cortes de Cuéllar de 1297, convocadas por la reina María de Molina, el infante Enrique presionó para que la plaza de Tarifa fuera devuelta al rey de Granada, no pudiendo lograr su objetivo por la oposición de María de Molina. En dichas Cortes el infante Enrique consiguió que a su sobrino Don Juan Manuel se le entregase el castillo de Alarcón en compensación por haberle arrebatado los aragoneses la villa de Elche, a pesar de la oposición de la reina, que no deseaba sentar ese tipo de precedentes entre los nobles y magnates castellanos y leoneses. Poco antes de la firma del Tratado de Alcañices, Juan Núñez de Lara el Menor, que apoyaba a Alfonso de la Cerda y al infante Juan, fue sitiado en Ampudia, aunque pudo escapar del cerco.

### El Tratado de Alcañices (1297)
En 1296, la reina María de Molina había amenazado al rey de Portugal con romper los acuerdos del año anterior si persistían sus ataques al territorio castellano, ante lo cual Dionisio I de Portugal aceptó regresar junto con sus tropas a Portugal.
Mediante el tratado de Alcañices quedaron fijadas, entre otros puntos, las fronteras entre Castilla y Portugal, que recibió una serie de plazas fuertes y villas a cambio de romper sus acuerdos con Jaime II de Aragón, con Alfonso de la Cerda, con el infante Juan, y con Juan Núñez de Lara el Menor.
Al mismo tiempo, en el Tratado de Alcañices fue confirmado de nuevo el proyectado enlace entre Fernando IV y la infanta Constanza de Portugal, hija del monarca lusitano, al tiempo que se acordaban los esponsales entre el infante Alfonso de Portugal, heredero del trono lusitano, y la infanta Beatriz, hermana de Fernando IV. Por otra parte, el monarca portugués aportó un ejército de trescientos caballeros, puestos a las órdenes de Juan Alfonso de Alburquerque, para ayudar a la reina María de Molina en su lucha contra el infante Juan que hasta ese momento había recibido el apoyo del rey Dionisio I de Portugal.
Además, se estipuló en el tratado que las villas y plazas de Campomayor, Olivenza, Ouguela y San Felices de los Gallegos serían entregadas a Dionisio de Portugal como compensación por la pérdida por parte de Portugal, durante el reinado de Alfonso III de Portugal, de una serie de plazas que le fueron arrebatadas por Alfonso X el Sabio. Al mismo tiempo, le fueron entregadas al rey portugués las plazas de Almeida, Castelo Bom, Castelo Melhor, Castelo Rodrigo, Monforte, Sabugal, Sastres y Vilar Maior. Los monarcas castellano y portugués renunciaron a plantearse mutuamente reclamaciones territoriales en el futuro, y los prelados de los dos reinos acordaron el día 13 de septiembre de 1297 apoyarse mutuamente y defenderse de las posibles pretensiones, por parte de otros estamentos, de restarles libertades o privilegios. El tratado fue ratificado no solo por los dos monarcas de ambos reinos, sino también por una representación abundante de los brazos nobiliario y eclesiástico de ambos reinos, así como por la Hermandad de los concejos de Castilla y por su equivalente del Reino de León. A largo plazo, las consecuencias de este tratado fueron duraderas, ya que la frontera entre ambos reinos apenas fue modificada en el curso de los siglos posteriores, convirtiéndose de ese modo en una de las fronteras más longevas del continente europeo.
Por otra parte, el tratado de Alcañices contribuyó a asegurar la posición en el trono de Fernando IV de Castilla, insegura a causa de las discordias internas y externas, y permitió que la reina María de Molina ampliase su libertad de movimientos al no existir ya disputas con el soberano portugués, que había pasado a apoyarla en su lucha contra el infante Juan, quien, en esos momentos, aún seguía controlando el territorio leonés.

### Última etapa de la minoría de edad (1297-1301)
A finales de 1297, la reina envió a Alonso Pérez de Guzmán al reino de León para que combatiese al infante Juan, quien seguía controlando el territorio leonés. A comienzos de 1298, Alfonso de la Cerda y el infante Juan, apoyados por Juan Núñez de Lara el Menor, comenzaron a acuñar moneda falsa, puesto que contenía menos metal del que correspondía, con el propósito de desestabilizar la economía. En 1298 la ciudad de Sigüenza cayó en poder de Juan Núñez de Lara el Menor, pero tuvo que evacuarla al poco tiempo a causa de la resistencia de los defensores y, poco después, caían en manos del magnate castellano Almazán, que se convirtió en la plaza fuerte de Alfonso de la Cerda, y Deza, siéndole además devuelto a Juan Núñez de Lara el Menor el Albarracín por el rey Jaime II de Aragón. En las Cortes de Valladolid de 1298, el infante Enrique volvió a aconsejar la venta de la ciudad de Tarifa a los musulmanes, oponiéndose a ello la reina María de Molina.
La reina María de Molina se entrevistó en 1298 con el rey de Portugal en Toro, y solicitó que le ayudase en la lucha contra el infante Juan. Sin embargo, el soberano portugués se negó a atacar al infante y, de común acuerdo con el infante Enrique, ambos planearon que Fernando IV llegase a un acuerdo de paz con el infante Juan, conservando este último el reino de Galicia, la ciudad de León, y todas las plazas que había conquistado mientras durase su vida. No obstante, todos esos territorios pasarían a su muerte a ser de Fernando IV de Castilla. No obstante, la reina María de Molina, que se oponía al proyecto de entregar dichos territorios al infante Juan, sobornó al infante Enrique, a quien entregó Écija, Roa y Medellín para que el proyecto no siguiera adelante, logrando al mismo tiempo que los representantes de los concejos rechazasen públicamente el proyecto del soberano portugués.
Después de la entrevista con el monarca lusitano en 1298, la reina envió a su hijo, el infante Felipe de Castilla, que contaba con siete años de edad, al reino de Galicia, con el propósito de reforzar la autoridad real en aquella zona, en la que Juan Alfonso de Albuquerque y Fernando Rodríguez de Castro, señor de Lemos y Sarria, sembraban el desorden. En el mes de abril de 1299, una vez finalizadas las Cortes de Valladolid de ese año, la reina recuperó los castillos de Monzón y de Becerril de Campos, que se hallaban en poder de los partidarios de Alfonso de la Cerda. En 1299 Juan Alfonso de Haro, señor de los Cameros, capturó a Juan Núñez de Lara el Menor, partidario de Alfonso de la Cerda. Mientras tanto, la reina dispuso el envío de tropas para socorrer Lorca, sitiada por el rey de Aragón, al tiempo que, en agosto del mismo año, las tropas del rey castellano cercaban Palenzuela. Juan Núñez de Lara el Menor fue libertado en 1299 a condición de que su hermana Juana Núñez de Lara se desposase con el infante Enrique "el Senador", de que rindiese homenaje al rey Fernando IV y se comprometiese a no guerrear contra él, y a condición de que devolviese a la Corona las plazas de Osma, Palenzuela, Amaya, Dueñas, que le fue concedida al infante Enrique, Ampudia, Tordehumos, que le fue entregada a Diego López V de Haro, la Mota, y Lerma.
En marzo de 1300, la reina María de Molina se entrevistó con Dionisio I de Portugal en Ciudad Rodrigo, donde el soberano portugués solicitó fondos para poder abonar el coste de las dispensas matrimoniales que el papa debería otorgar, a fin de que se llevasen a cabo los enlaces matrimoniales entre Fernando IV y Constanza de Portugal, y los de la infanta Beatriz de Castilla con el infante Alfonso de Portugal. En las Cortes de Valladolid de 1300 María de Molina, imponiendo su voluntad a las Cortes, consiguió reunir la cantidad necesaria de dinero con la que poder persuadir al Papa Bonifacio VIII para que este emitiera la bula que legitimara el matrimonio del difunto Sancho IV de Castilla con María de Molina.
Durante las Cortes de Valladolid de 1300 el infante Juan renunció a sus pretensiones al trono, y prestó público juramento de fidelidad a Fernando IV y a sus sucesores, el día 26 de junio de 1300. A cambio de su renuncia a la posesión del señorío de Vizcaya, cuya posesión le fue confirmada a Diego López V de Haro, María Díaz de Haro y su esposo, el infante Juan, recibieron Mansilla de las Mulas, Paredes de Nava, Medina de Rioseco, Castronuño y Cabreros. Poco después, María de Molina y los infantes Enrique y Juan, acompañados por Diego López V de Haro, sitiaron la villa de Almazán, pero levantaron el asedio por la oposición del infante Enrique.>
En 1301 Jaime II de Aragón sitió la villa de Lorca, perteneciente a Don Juan Manuel, quien entregó la villa al monarca aragonés, al tiempo que María de Molina, con el propósito de amortizar el desembolso realizado para proveer un ejército con el que liberar a la villa del cerco aragonés, ordenaba cercar los castillos de Alcalá y Mula, y sitiaba a continuación la ciudad de Murcia, donde se hallaba Jaime II, quien pudo haber sido capturado por las tropas castellanas y leonesas, de no haber sido prevenido por los infantes Enrique y Juan, quienes se mostraban temerosos de una completa derrota del soberano aragonés, pues ambos deseaban mantener buenas relaciones con él.
En las Cortes de Burgos de 1301 se aprobaron los subsidios demandados por la Corona para financiar la guerra contra el reino de Aragón, contra el reino de Granada, y contra Alfonso de la Cerda, al tiempo que se concedían subsidios para conseguir la legitimación del matrimonio de la reina con Sancho IV, enviándose a continuación 10 000 marcos de plata al Papa para este propósito, a pesar de la hambruna que asolaba los reinos de la Corona de Castilla.
En el mes de junio de 1301, durante las Cortes de Zamora de 1301, el infante Juan y los ricoshombres de Léon, Galicia y Asturias, partidarios en su mayoría del infante Juan, aprobaron los subsidios demandados por la Corona.

## Reinado de Fernando IV (1301-1312)
En noviembre de 1301, hallándose la corte en la ciudad de Burgos, se hizo pública la bula por la que el papa Bonifacio VIII legitimaba el matrimonio de la reina María de Molina con el difunto rey Sancho IV, siendo por tanto sus hijos legítimos a partir de ese momento. Al mismo tiempo, se declaró la mayoría de edad de Fernando IV. Con ello, el infante Juan de Castilla y los infantes de la Cerda perdieron uno de sus principales argumentos a la hora de reclamar el trono, no pudiendo esgrimir en adelante la ilegitimidad del monarca castellano. También se recibió la dispensa pontificia que permitía la celebración del matrimonio de Fernando IV con Constanza de Portugal.

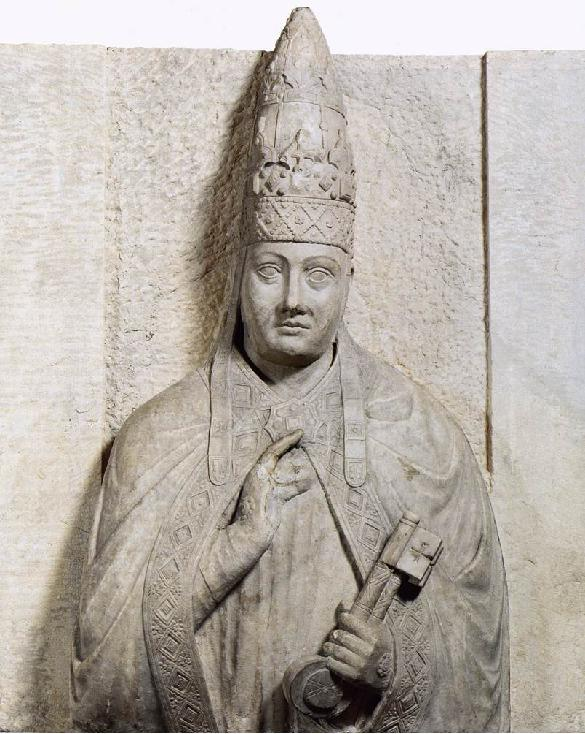
Relieve que representa al Papa Bonifacio VIII, quien legitimó en 1301 el matrimonio de Sancho IV de Castilla con la reina María de Molina, padres de Fernando IV.

El infante Enrique, molesto por la legitimación de Fernando IV por el papa Bonifacio VIII, se alió con Juan Núñez de Lara el Menor a fin de indisponer y enemistar a Fernando IV con su madre, la reina María de Molina. A ambos magnates se les unió el infante Juan de Castilla, quien continuaba reclamando el señorío de Vizcaya en nombre de su esposa, María Díaz de Haro.
En 1301, mientras la reina se encontraba en Vitoria con el infante Enrique respondiendo a las quejas presentadas por el reino de Navarra en relación con los ataques castellanos a sus tierras, el infante Juan y Juan Núñez de Lara el Menor indispusieron al rey con su madre y procuraron su diversión en tierras de León por medio de la caza, a la que el rey se mostraba aficionado desde su infancia. Estando la reina en Vitoria, los nobles aragoneses sublevados contra su rey le ofrecieron su apoyo para conseguir que Jaime II de Aragón devolviera a Castilla las plazas de las que se había apoderado en el reino de Murcia. Ese mismo año el infante Enrique, aliado con Diego López V de Haro, reclamó al rey Fernando IV, en compensación por abandonar el cargo de tutor del rey, y habiendo chantajeado previamente a la reina con declarar la guerra a su hijo si no accedían a sus deseos, la posesión de las localidades de Atienza y de San Esteban de Gormaz, que le fueron concedidas por el rey.
El día 23 de enero de 1302 Fernando IV contrajo matrimonio en Valladolid con Constanza de Portugal, hija del rey Dionisio I de Portugal. En las Cortes de Medina del Campo de 1302, celebradas en el mes de mayo de ese año, los infantes Enrique y Juan y Juan Núñez II de Lara intentaron indisponer al rey con su madre, acusándola de haber regalado las joyas que le diera Sancho IV, y posteriormente, cuando se demostró la falsedad de dicha acusación, la acusaron de haberse apropiado de los subsidios concedidos a la Corona en las Cortes de años anteriores, acusación que se demostró era falsa cuando Nuño, abad de Santander y canciller de la reina revisó e hizo público el estado de cuentas de la reina, quien no solo no se había apropiado de los fondos de la Corona, sino que había contribuido con sus propias rentas al sostén de la monarquía. Mientras se celebraban las Cortes de Medina del Campo de 1302, a las que acudió una representación del reino de Castilla, falleció el rey Muhammad II de Granada y fue sucedido en el trono por su hijo, Muhammad III de Granada, quien atacó la Corona de Castilla y conquistó el municipio de Bedmar.
En julio de 1302 Fernando IV acudió a las Cortes de Burgos de 1302 junto con su madre, con quien había restablecido las buenas relaciones, y con el infante Enrique de Castilla el Senador. Fernando IV, a pesar de hallarse bajo la influencia de su privado Samuel de Belorado, de origen judío, quien intentaba apartar al rey de su madre, había decidido prescindir de la presencia del infante Juan y de Juan Núñez de Lara el Menor en las Cortes de Burgos. Terminadas las Cortes, el rey se dirigió a la ciudad de Palencia, donde se celebró el matrimonio de Alfonso de Valencia, hijo del infante Juan de Castilla, con Teresa Núñez de Lara y Haro, hija de Juan Núñez I de Lara, y hermana de Juan Núñez de Lara el Menor.
En esos momentos se acentuaba la rivalidad existente entre el infante Enrique de Castilla el Senador, María de Molina y Diego López V de Haro de un lado, y el infante Juan de Castilla y Juan Núñez de Lara el Menor del otro. El infante Enrique amenazó a la reina con declarar la guerra a Fernando IV y a ella misma si no se accedía a sus demandas, al tiempo que los magnates procuraban eliminar la influencia que María de Molina ejercía en su hijo, a quien el pueblo comenzó a dejar de estimar, debido a la influencia que los ricoshombres ejercían sobre él. En los meses finales de 1302, la reina, que se hallaba en Valladolid, se vio obligada a aplacar a los ricoshombres y a los miembros de la nobleza, que planeaban levantarse en armas contra Fernando IV, quien pasó las navidades de 1302 en tierras del reino de León, acompañado por el infante Juan y por Juan Núñez de Lara el Menor.
A comienzos de 1303 había una entrevista prevista entre el rey Dionisio I de Portugal y Fernando IV, confiando este último en que su primo el rey de Portugal le devolvería algunos territorios. Por su parte, el infante Enrique de Castilla el Senador, Diego López V de Haro y la reina María de Molina se excusaron de asistir a dicha entrevista. El propósito de la reina al negarse a asistir era vigilar al infante Enrique y al señor de Vizcaya, cuyas relaciones con Fernando IV eran tensas debido a la amistad que el monarca dispensaba al infante Juan y a Juan Núñez de Lara el Menor. En mayo de 1303 se celebró la entrevista entre Dionisio I de Portugal y Fernando IV en la ciudad de Badajoz. El infante Juan y Juan Núñez de Lara el Menor predispusieron a Fernando IV en contra del infante Enrique y del señor de Vizcaya, al tiempo que las concesiones ofrecidas por el soberano portugués, quien se ofreció a ayudarle si fuera preciso contra el infante Enrique de Castilla el Senador, decepcionaron a Fernando IV.

### Vistas de Ariza y muerte del infante Enrique de Castilla "el Senador" (1303)
En 1303, mientras el rey se encontraba en Badajoz, se reunieron en Roa el infante Enrique, Diego López V de Haro y don Juan Manuel, y acordaron que don Juan Manuel se entrevistaría con el rey de Aragón. Este último acordó con don Juan Manuel que los tres magnates y él mismo deberían reunirse el día de San Juan Bautista en el municipio de Ariza. Después, el infante Enrique comunicó sus planes a María de Molina, que se encontraba en Valladolid, con el propósito de que ella se uniera a ellos. El plan del infante Enrique consistía, en que Alfonso de la Cerda se convirtiese en rey de León y se desposase con la infanta Isabel, hija de María de Molina, al tiempo que el infante Pedro de Castilla, hermano de Fernando IV, sería proclamado rey de Castilla y se desposaría con una hija de Jaime II de Aragón. El infante Enrique manifestó que su intención era lograr la paz en el reino y eliminar la influencia del infante Juan y de Juan Núñez de Lara el Menor.
Dicho plan, que hubiera supuesto la disgregación de los territorios de la Corona de Castilla, así como la renuncia al mismo, forzosa u obligada, de Fernando IV, fue rechazado por la reina María de Molina, que se negó a secundar el proyecto y a entrevistarse con el soberano aragonés en Ariza. Fernando IV, mientras tanto, suplicaba a su madre que pusiese paz entre él y los magnates que apoyaban al infante Enrique, quienes volvieron a suplicar a la reina que apoyase el plan del infante, a lo que ella se negó. Mientras se celebraban las Vistas de Ariza, la reina recordó al infante Enrique y a sus acompañantes la lealtad que debían a su hijo, así como los grandes heredamientos con que les había dotado, consiguiendo con ello que algunos caballeros abandonasen Ariza, sin secundar el plan del infante Enrique. Sin embargo, el infante Enrique, don Juan Manuel y otros caballeros se comprometieron a hacer la guerra al rey Fernando IV, así como a que le fuera devuelto el reino de Murcia al reino de Aragón, y a que el reino de Jaén le fuese entregado a Alfonso de la Cerda. Sin embargo, mientras la reina María de Molina reunía los Concejos y estorbaba los propósitos del infante Enrique de Castilla el Senador, este enfermó de gravedad y hubo de ser trasladado a su villa de Roa. Ante la enfermedad del infante Enrique, la reina, temerosa de que sus señoríos y castillos pasasen a ser de Don Juan Manuel y de Lope Díaz de Haro, a quienes el infante planeaba legar sus posesiones a su muerte, persuadió al confesor del infante, así como a sus acompañantes, de que le convencieran para que a su muerte sus bienes revirtieran a la Corona, a lo que el infante se negó, pues no deseaba que sus bienes pasasen a poder de Fernando IV.

Escudo de armas del infante Enrique de Castilla "El Senador", hijo de Fernando III de Castilla, quien desempeñó el cargo de tutor del rey durante la minoría de edad de Fernando IV.

Cuando don Juan Manuel, sobrino carnal del infante Enrique, llegó a Roa, le encontró sin habla y, tomándole por muerto, se apropió de todos los objetos valiosos que allí había, como refiere la Crónica de Fernando IV:

E desque vio á D. Enrique fallolo sin fabla, é cuydando que era muerto, tomóle quanto le falló en la casa, plata é bestias é cartas que tenia blancas del sello del rey, é salió fuera de la villa é levó consigo quanto y falló de D. Enrique, é fuese para Peñafiel, que era deste D. Juan Manuel.

La reina envió entonces órdenes a todas las fortalezas del infante moribundo, en las que se disponía que si el infante Enrique falleciese, no entregasen los castillos sino a las tropas del rey, a quien pertenecían. El día 8 de agosto de 1303 falleció el infante Enrique, siendo sepultado en el desaparecido Monasterio de San Francisco de Valladolid. Sus vasallos dieron escasas muestras de duelo por él y, cuando tuvo conocimiento de ello la reina, ordenó que se colocase sobre el ataúd un paño de brocado, así como que a los funerales asistiesen todos los clérigos y nobles presentes en Valladolid.
Mientras el infante Enrique agonizaba, Fernando IV hizo un pacto con el rey Muhammad III de Granada, en el que se estipulaba que el soberano granadino conservaría Alcaudete, Quesada y Bedmar, mientras que Fernando IV conservaría la plaza de Tarifa. El soberano nazarita se declaró vasallo de Fernando IV y se comprometió a pagarle las parias correspondientes. Al saber que había fallecido el infante Enrique, Fernando IV se mostró complacido y concedió la mayoría de sus tierras a Juan Núñez de Lara el Menor, a quien también concedió el cargo de Adelantado mayor de la frontera de Andalucía, y a los hombres que se hallaban con él, al tiempo que devolvía Écija a María de Molina, por haber sido suya antes de que ella se la entregara al infante Enrique. En noviembre de 1303 el rey se encontraba en Valladolid junto a la reina, y solicitó su consejo, pues deseaba poner fin al pleito que sostenían el infante Juan de Castilla "el de Tarifa" y Diego López V de Haro por la posesión del señorío de Vizcaya, que en esos momentos era propiedad de Diego López V de Haro. La reina le manifestó que le ayudaría a resolver dicho pleito, al tiempo que el rey le hacía importantes donaciones, pues las buenas relaciones entre el rey y su madre se habían restablecido totalmente.
En enero de 1304, hallándose el rey en Carrión de los Condes, el infante Juan reclamó de nuevo, en nombre de su esposa, y apoyado por Juan Núñez de Lara el Menor, el señorío de Vizcaya, aunque el monarca en un primer momento resolvió que la esposa del infante se conformase con recibir Paredes de Nava y Villalón de Campos como compensación, a lo que el infante Juan se negó, argumentando que su esposa no lo aceptaría por estar en desacuerdo con los anteriores pactos establecidos por su esposo en relación con el señorío. En vista de la situación, el rey propuso que Diego López V de Haro entregase a María Díaz de Haro, a cambio del señorío de Vizcaya, Tordehumos, Íscar, Santa Olalla, además de sus posesiones en Cuéllar, Córdoba, Murcia, Valdetorio, y el señorío de Valdecorneja. Por su parte, Diego López V de Haro conservaría el señorío de Vizcaya, Orduña, Valmaseda, las Encartaciones, y Durango. El infante Juan aceptó la oferta del rey, por lo que este último hizo llamar a Diego López V de Haro a Carrión de los Condes. No obstante, el señor de Vizcaya no aceptó la proposición del soberano y le amenazó con la rebelión antes de partir. El rey hizo entonces que su madre se reconciliase con Juan Núñez de Lara el Menor, al tiempo que se iniciaban las maniobras previas a la Sentencia Arbitral de Torrellas, rubricada en 1304, en las que no tomó parte Diego López V de Haro, por hallarse enemistado con Fernando IV, quien prometió al infante Juan entregarle el señorío de Vizcaya, y a Juan Núñez de Lara el Menor la Bureba y las posesiones de Diego López de Haro en La Rioja, si ambos resolvían las gestiones diplomáticas con Aragón a satisfacción del monarca.
En abril de 1304, el infante Juan comenzó las negociaciones con el reino de Aragón, comprometiéndose Fernando IV a aceptar las decisiones que establecieran los árbitros de los reinos de Portugal y Aragón, que se reunirían en los meses siguientes, respecto a las demandas de Alfonso de la Cerda y respecto a sus disputas con el reino de Aragón. Al mismo tiempo, el rey confiscó las tierras de Diego López V de Haro y de Juan Alfonso de Haro, señor de los Cameros, y las repartió entre los ricoshombres. A pesar de ello, ambos magnates no se sublevaron contra el rey.
Mientras tanto, en Galicia, el infante Felipe de Castilla, hermano de Fernando IV, derrotó en una batalla a su cuñado Fernando Rodríguez de Castro, quien perdió la vida en dicha batalla.

### La Sentencia Arbitral de Torrellas (1304)
Uno de los acontecimientos más importantes del reinado de Fernando IV, una vez alcanzada su mayoría de edad, fue el acuerdo de fronteras establecido con Jaime II de Aragón en 1304, y conocido en la historia como la Sentencia Arbitral de Torrellas. Con el acuerdo también se intentó poner fin a las reclamaciones de Alfonso de la Cerda, pretendiente al trono castellano-leonés.

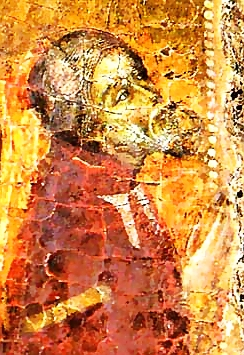
Retrato que se supone representa a don Juan Manuel, hijo del infante Manuel de Castilla, quien mediante la Sentencia Arbitral de Torrellas continuó en posesión del señorío de Villena, aunque dicho señorío pasó a ser feudatario del reino de Aragón. (Catedral de Murcia).

El día 8 de agosto de 1304, en la villa zaragozana de Torrellas, el rey Dionisio I de Portugal, el Arzobispo de Zaragoza, Jimeno de Luna, en representación del Reino de Aragón, y el infante Juan de Castilla el de Tarifa, representando a Castilla, hicieron públicas las cláusulas de la Sentencia Arbitral de Torrellas. El propósito de la negociación era poner fin a las disputas existentes entre la Corona de Castilla y el reino de Aragón con respecto a la posesión del Reino de Murcia. Muhammad III de Granada participó en las conversaciones a petición de Fernando IV, quien dispuso que en el tratado de paz y alianza entre los reinos cristianos de la península interviniera el rey de Granada, pues tenía interés en conservar la amistad, la sumisión y las parias que cada año se veía obligado a abonar al rey de Castilla el monarca granadino, y que constituían un preciado recurso para la Corona de Castilla. Por ello, Jaime II de Aragón y el rey Dionisio I de Portugal se avinieron a mantener buenas relaciones con el rey de Granada.
Según lo dispuesto en la Sentencia, el reino de Murcia, que entonces se hallaba en manos de Jaime II de Aragón, sería repartido entre las Coronas de Aragón y de Castilla, y a lo largo del río Segura sería establecida la frontera meridional de Aragón. Las ciudades de Alicante, Elche, Orihuela, Novelda, y Elda, y también las poblaciones de Abanilla, Petrel, Crevillente, y Sax, continuarían en poder del monarca aragonés. En la Sentencia Arbitral se reconocía la posesión por parte de la Corona de Castilla y León de las ciudades de Murcia, Monteagudo, Alhama, Lorca y Molina de Segura. Los ciudadanos afectados por el cambio de soberanía tendrían libertad para permanecer en sus ciudades y villas si lo deseaban, o bien podrían abandonar libremente el territorio. Al mismo tiempo, los dos reinos acordaron conceder la libertad a los prisioneros de guerra, así como ser enemigos ambos de los enemigos de cada uno de ellos, exceptuando a la Santa Sede y al Reino de Francia. El señorío de Villena continuó siendo propiedad de don Juan Manuel, hijo del infante Manuel de Castilla y nieto de Fernando III, pero las tierras en las que se asentaba permanecerían bajo soberanía aragonesa.
El día 8 de agosto de 1304, los reyes de Portugal y Aragón se pronunciaron, en presencia del infante Juan de Castilla, sobre las reclamaciones de los infantes de la Cerda. A Alfonso de la Cerda, apoyado por Jaime II de Aragón, le fueron concedidos como compensación por su renuncia al trono de Castilla una serie de señoríos y posesiones, dispersos por todo el territorio castellano-leonés a fin de evitar la conformación de un microestado, entre los que figuraban los de Alba de Tormes, Valdecorneja, Gibraleón, Béjar y el Real de Manzanares, además del castillo de Monzón de Campos, Gatón de Campos, la Algaba, y Lemos. Además, se concedieron a Alfonso de la Cerda numerosas rentas y posesiones en Medina del Campo, Córdoba, Toledo, Bonilla y Madrid. Fernando IV de Castilla, que deseaba que su pariente Alfonso de la Cerda disfrutase de una renta anual de 400.000 maravedíes, dispuso que si las rentas de las posesiones que le habían sido donadas no alcanzaban esa cantidad le entregaría otros territorios hasta que las rentas alcanzasen dicha cifra. Al mismo tiempo se dispuso que, en prueba de que el monarca castellano entregaría dichos señoríos a Alfonso de la Cerda, los castillos de Alfaro, Cervera, Curiel de los Ajos y Gumiel serían entregados a cuatro ricoshombres durante treinta años.
Por su parte, Alfonso de la Cerda renunció a sus derechos al trono, a utilizar los títulos regios, y a usar el sello real. Al mismo tiempo, se comprometía a devolver al rey las plazas de Almazán, Soria, Deza, Serón, Alcalá, y Almenara. No obstante, al poco tiempo volvió a usar los símbolos de la realeza, contraviniendo lo acordado en Torrellas. La cuestión de los derechos al trono de Alfonso de la Cerda se resolvió definitivamente en vida del hijo y sucesor de Fernando IV, Alfonso XI, cuando en 1331, en Burguillos, Alfonso de la Cerda rindió homenaje al rey de Castilla y León. De ese modo se resolvió el problema originado en 1275 a la muerte del infante Fernando de la Cerda, padre de Alfonso de la Cerda e hijo y heredero de Alfonso X, cuyos derechos al trono habían sido ignorados por Sancho IV, padre de Fernando IV de Castilla.
Fernando IV se comprometió a que las cláusulas de la Sentencia Arbitral deberían ser juradas y acatadas por los ricoshombres, los magnates, los Maestres de las Órdenes Militares de Santiago, Calatrava, Temple y Hospital, y por los concejos de sus reinos. En el invierno de 1305, hallándose Fernando IV en la ciudad de Guadalajara, el monarca recibió el homenaje de su primo Fernando de la Cerda, quien actuaba en nombre de su hermano, Alfonso de la Cerda. Este último manifestó por medio de su hermano que había recibido los castillos y señoríos que le fueron adjudicados en la Sentencia Arbitral de Torrellas, y rindió por primera vez homenaje a Fernando IV.
En enero de 1305, hallándose en Guadalajara el rey, María de Molina, el infante Juan de Castilla, don Juan Manuel, Juan Núñez de Lara el Menor, Diego López V de Haro y Juan Alfonso de Haro, Fernando IV solicitó de nuevo a Diego López V de Haro que devolviese el señorío de Vizcaya a María Díaz de Haro, a lo que no accedió el señor de Vizcaya.

### El Tratado de Elche (1305)
Para dar solución a los inconvenientes derivados del reparto del territorio murciano, y a otras cuestiones menores, se acordó la entrevista de Fernando IV y Jaime II de Aragón en el monasterio de Santa María de Huerta, localizado en la provincia de Soria.

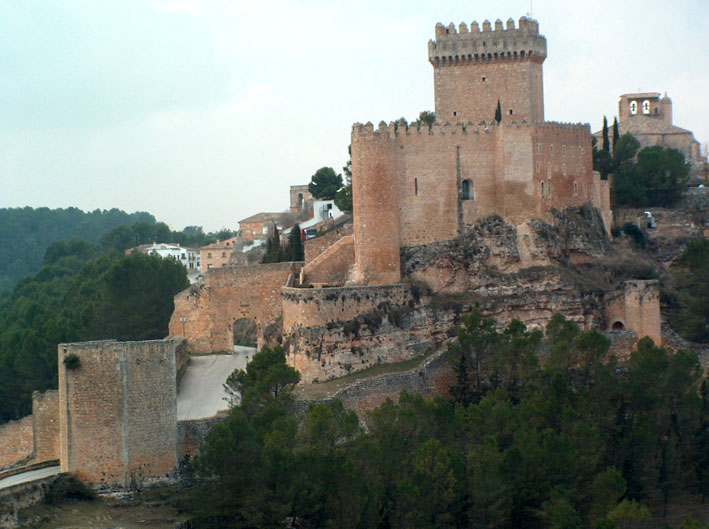
Castillo de Alarcón, Cuenca. Según lo acordado en el tratado de Elche, Fernando IV confirmó la posesión de la villa de Alarcón a don Juan Manuel a cambio de la renuncia de este a la posesión de Elche.

Dicha entrevista tuvo lugar el día 26 de febrero de 1305, y a ella asistieron los reyes de Castilla y Aragón, el infante Juan de Castilla el de Tarifa, Juan Núñez de Lara el Menor, Don Juan Manuel, Violante Manuel y su esposo el infante Alfonso de Portugal, el arzobispo de Toledo y los obispos de Sigüenza y Oporto, entre otros. A cambio de la cesión de los señoríos de Elda y Novelda, que pasarían a ser del reino de Aragón, Violante Manuel, hermana de Don Juan Manuel, recibió los señoríos de Arroyo del Puerco y de Medellín de manos de Fernando IV de Castilla, quien cedió al mismo tiempo a Don Juan Manuel el señorío y el Castillo de Alarcón como compensación por su renuncia a la posesión de Elche. Don Juan Manuel tomó posesión de la villa de Alarcón el día 25 de marzo de 1305.
Por su parte, Jaime II de Aragón, a pesar de la insistencia de Fernando IV, se negó a entregar el señorío de Albarracín a Juan Núñez de Lara el Menor, quien culpó de ello a la escasa influencia ejercida por su hasta entonces aliado, el infante Juan de Castilla "el de Tarifa", de quien comenzó a distanciarse. Por otra parte, Fernando IV y Jaime II otorgaron poderes a Diego García de Toledo, canciller del sello de la Puridad, y a Gonzalo García, consejero del monarca aragonés, respectivamente, a fin de que ambos personajes concluyesen el reparto del Reino de Murcia entre ambos reinos, según lo dispuesto por la Sentencia Arbitral de Torrellas.
Finalmente, los delegados de ambos monarcas llegaron a un acuerdo que fue plasmado en el tratado de Elche, suscrito el día 19 de mayo de 1305, y en el que se fijó de manera definitiva la frontera del Reino de Murcia, que había sido dividido entre Castilla y Aragón. La línea divisoria entre los dos reinos se estableció entre Pechín y Almansa, pertenecientes a Fernando IV, y Caudete, que correspondería a Aragón. La línea divisoria establecida entre los dos reinos en el territorio de Murcia seguiría el curso del río Segura desde Cieza, correspondiéndole a Castilla la posesión de Murcia, Molina de Segura y Blanca, así como la ciudad de Cartagena, a la que Jaime II renunció por estar situada demasiado al sur del río Segura, y que pasó a pertenecer definitivamente a la Corona de Castilla. No obstante, la cesión de la ciudad de Cartagena a Castilla fue realizada a condición de que Fernando IV respetase la propiedad de Don Juan Manuel sobre el señorío de Alarcón, a lo que el rey Fernando no se opuso. Al mismo tiempo, en el tratado de Elche se dispuso que el municipio de Yecla continuaría en poder de don Juan Manuel, y su jurisdicción correspondería a Castilla.
La partición del reino de Murcia, en la que no se tuvieron en cuenta los vínculos históricos de la región, significó que la parte norte y este correspondería al reino de Valencia, dentro de la Corona de Aragón, que procuró asimilarla inmediatamente al resto de sus dominios, al tiempo que la parte sur y oeste del reino, incluyendo Cartagena y la propia ciudad de Murcia, pasaban a manos castellanas definitivamente, constituyendo el reino de Murcia.

### Conflictos por la posesión del señorío de Vizcaya (1305-1307)

Escudo de la Casa de Haro. María Díaz de Haro, hija de Lope Díaz III de Haro y esposa del infante Juan de Castilla, reclamó durante el reinado de Fernando IV la posesión del señorío de Vizcaya, que se hallaba en manos de su tío, Diego López V de Haro.

En 1305 Diego López V de Haro fue llamado a comparecer en las Cortes de Medina del Campo de 1305, aunque no acudió sino después de ser llamado varias veces, para responder a las demandas de María Díaz de Haro, que reclamaba, valiéndose de la influencia de su esposo, el infante Juan, la posesión del señorío de Vizcaya.
Ante la ausencia del señor de Vizcaya, el infante Juan interpuso una demanda contra él ante Fernando IV, comprometiéndose a probar que el señorío de Vizcaya fue ocupado ilegalmente por Sancho IV de Castilla, razón por la cual era ahora de Diego López V de Haro, tío carnal de María Díaz de Haro. Sin embargo, mientras el infante Juan presentaba las pruebas a los representantes del rey, compareció Diego López V de Haro, acompañado por trescientos caballeros. El señor de Vizcaya se negó a renunciar a su señorío, argumentando que el infante y su esposa habían renunciado al mismo, mediante un juramento solemne, prestado en el año 1300.
Al no conseguir alcanzar un acuerdo, debido a los argumentos presentados por ambas partes, Diego López V de Haro retornó a su señorío, a pesar de que aún no habían finalizado las Cortes de Medina del Campo, que terminaron a mediados de junio de 1305. A mediados de 1305, hallándose la corte en la ciudad de Burgos, y mientras Diego López V de Haro se proponía apelar al Papa, debido al solemne juramento de renuncia al señorío efectuado por el infante Juan y su esposa en 1300, el rey ofreció a María Díaz de Haro la posesión de varias ciudades del señorío de Vizcaya, entre ellas San Sebastián, Salvatierra, Fuenterrabía y Guipúzcoa, a lo que no accedió ella, por hallarse aconsejada por Juan Núñez de Lara el Menor, quien se hallaba enemistado con su esposo, a pesar de las presiones del infante. Poco después, el infante Juan y Diego López V de Haro firmaron una tregua, válida por dos años, durante los que el rey confiaba en que Diego López de Haro rompería su alianza con Juan Núñez de Lara el Menor. Posteriormente, durante las navidades de 1305, Fernando IV se entrevistó con Diego López V de Haro en Valladolid, quien acudió acompañado por Juan Núñez de Lara el Menor, a quien el rey, pues se hallaba enemistado con él, hizo abandonar la ciudad, pues deseaba que el señor de Vizcaya rompiese su alianza con él, aunque no lo consiguió, ya que Diego López V de Haro estaba convencido de que el infante Juan no cejaría en sus reclamaciones.
A comienzos de 1306, Lope Díaz de Haro, hijo y heredero de Diego López V de Haro, se hallaba enemistado con Juan Núñez de Lara el Menor e intentaba persuadir a su padre de que aceptase la solución propuesta por el rey. Ese mismo año, el rey dio el cargo de Mayordomo mayor a Lope Díaz de Haro, entrevistándose su padre poco después con el rey, y acudiendo a la entrevista acompañado por Juan Núñez de Lara el Menor, a pesar del enojo que con ello ocasionó al monarca. Durante la entrevista, Diego López V de Haro intentó reconciliar a Juan Núñez de Lara con el soberano, al tiempo que este último intentaba que su interlocutor rompiese sus relaciones con quien él defendía. Persuadido por Juan Núñez de Lara el Menor, el señor de Vizcaya partió sin despedirse del rey, al tiempo que llegaban embajadores procedentes del reino de Francia, solicitando una alianza entre ambos países, y pidiendo además la mano de la infanta Isabel de Castilla, hermana de Fernando IV.
En abril de 1306, el infante Juan, a pesar de la oposición de la reina María de Molina, indujo al rey a que declarase la guerra a Juan Núñez de Lara el Menor, sabiendo que Diego López V de Haro le defendería, y aconsejó al soberano que sitiase Aranda de Duero, donde se hallaba Juan Núñez de Lara el Menor, quien, en vista de la situación, rompió su vínculo vasallático con el rey. Después de una batalla campal, Juan Núñez de Lara el Menor consiguió escapar del cerco al que se pretendía someter Aranda de Duero, y se reunió con Diego López V de Haro y con el hijo de este último, y acordaron hacer la guerra al rey Fernando IV por separado, y cada uno en su territorio. Las huestes del rey exigieron concesiones al monarca, quien hubo de concedérselas a pesar de que no se mostraban diligentes en hacer la guerra, por lo que el soberano ordenó al infante Juan que entablase negociaciones con Diego López V de Haro y sus partidarios, a lo que el infante Juan accedió, pues sus vasallos tampoco se mostraban partidarios de la guerra.

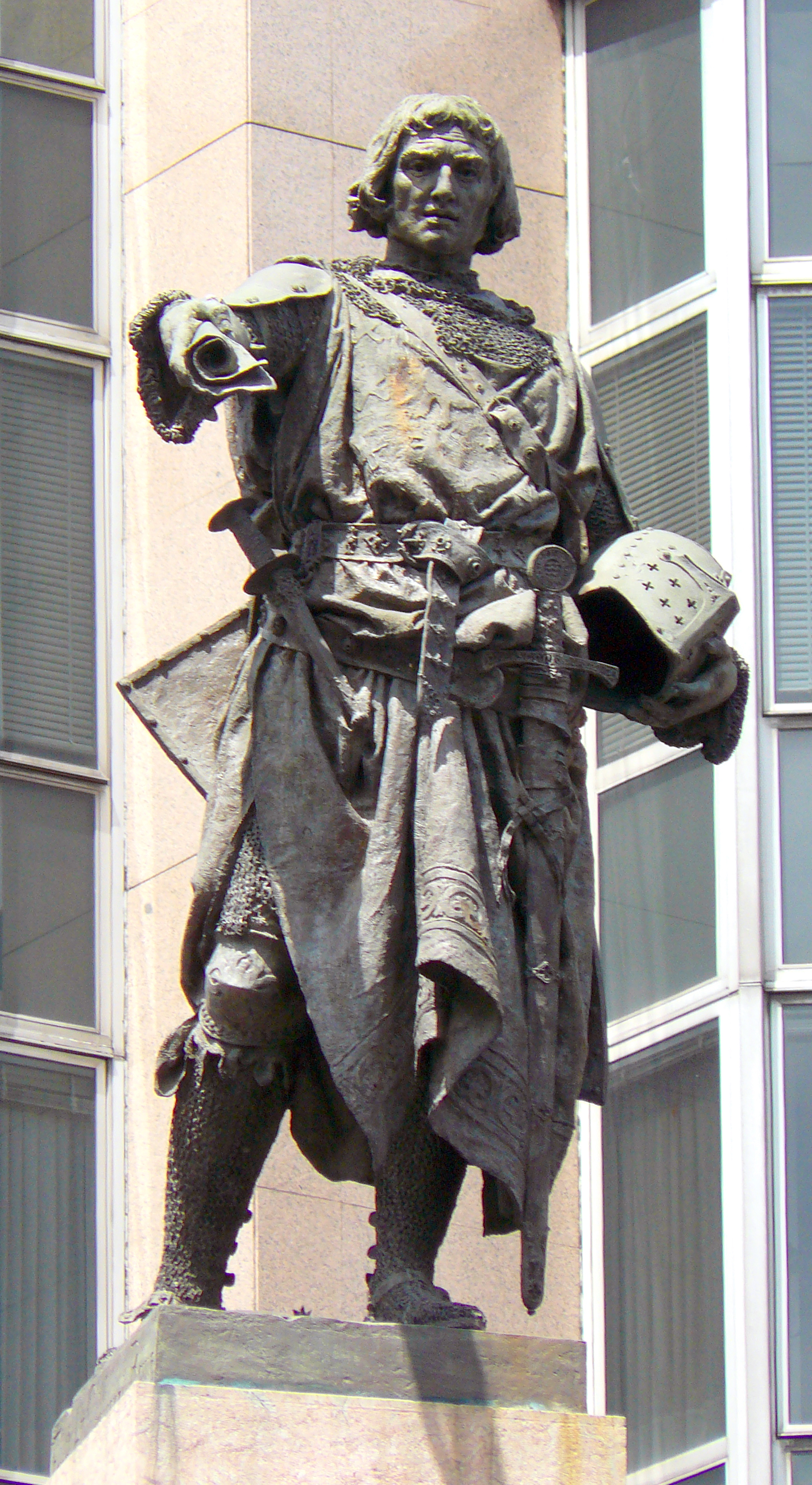
Estatua que representa a Diego López V de Haro, señor de Vizcaya, obra de Mariano Benlliure (Bilbao).

Las negociaciones no llegaron a iniciarse y la guerra continuó, a pesar de que el infante Juan aconsejaba al soberano que firmase la paz si ello era viable. El soberano solicitó la intervención de su madre, quien, después de las negociaciones mantenidas con los rebeldes a través de Alonso Pérez de Guzmán, logró en una reunión mantenida con ellos en Pancorbo, que los tres magnates sublevados concediesen castillos como rehenes al rey, al que deberían rendir pleitesía, conservando sus propiedades, al tiempo que el rey se comprometía a abonarles sus soldadas. El acuerdo no satisfizo al infante Juan, quien volvió a reclamar al rey la posesión del señorío de Vizcaya en nombre de su esposa, al tiempo que Fernando IV, con el propósito de complacer al infante, arrebataba la merindad de Galicia a su hermano el infante Felipe de Castilla, y se la concedía a Diego García de Toledo, privado del infante Juan.
Fernando IV, deseoso de complacer a su tío el infante Juan, envió a Alonso Pérez de Guzmán y a Juan Núñez de Lara el Menor a parlamentar con Diego López V de Haro, quien se negó a ceder el señorío de Vizcaya al infante y a su esposa, María II Díaz de Haro. Cuando el infante Juan tuvo conocimiento de ello, convocó a don Juan Manuel y a sus vasallos para que le apoyasen en sus pretensiones, al tiempo que el rey y la reina María de Molina parlamentaban con Juan Núñez de Lara el Menor para que persuadiese al señor de Vizcaya de que devolviese el señorío. En septiembre de 1306 se entrevistó el rey con Diego López V de Haro en Burgos. El soberano le propuso que en tanto que viviese podría conservar la propiedad sobre el señorío de Vizcaya, pero que, a su muerte, el señorío debería ser entregado a María II Díaz de Haro, a excepción de los municipios de Orduña y Valmaseda, que serían entregados a Lope Díaz de Haro, su hijo. Sin embargo, la propuesta no fue aceptada por Diego López V de Haro, a quien, en vista de su obstinación, el rey volvió a intentar enemistar con Juan Núñez de Lara el Menor. Poco después, el señor de Vizcaya volvió a apelar al Papa.
A principios de 1307, mientras el rey, la reina María de Molina, y el infante Juan Alfonso de Borgoña se dirigían a Valladolid, tuvieron conocimiento de que el papa Clemente V reconocía la validez del juramento prestado por el infante Juan y por su esposa en 1300 de renunciar al señorío de Vizcaya, por lo que el infante debería atenerse a él, o bien responder al pleito interpuesto contra él por el señor de Vizcaya. En febrero de 1307 se intentó resolver el pleito sobre el señorío de Vizcaya, acordando que Diego López V de Haro conservase la propiedad del señorío de Vizcaya en tanto durase su vida, pero que a su muerte, el señorío pasase a ser de María Díaz de Haro, a excepción de Orduña y Valmaseda, que serían entregadas a Lope Díaz de Haro, su hijo, quien también recibiría Miranda y Villalba de Losa de manos del rey. Sin embargo, el acuerdo no fue aceptado por el señor de Vizcaya. Poco después fueron convocadas Cortes en la ciudad de Valladolid.
En las Cortes de Valladolid de 1307, viendo María de Molina que los ricoshombres, encabezados por el infante Juan, protestaban contra las medidas adoptadas por los privados del rey, intentó, para complacer al infante, poner fin al pleito existente sobre el señorío de Vizcaya. Para ello, la reina contó con la colaboración de su hermanastra Juana Alfonso de Molina, quien persuadió a su hija María Díaz de Haro para que aceptase el acuerdo propuesto por el rey en febrero de ese mismo año. Diego López V de Haro y su hijo Lope Díaz de Haro se avinieron a firmar el acuerdo, por el que se establecía que Diego López V de Haro conservaría la propiedad del señorío de Vizcaya en tanto durase su vida, pero que a su muerte, el señorío pasaría a ser de María II Díaz de Haro, a excepción de Orduña y Valmaseda, que serían entregadas a Lope Díaz de Haro, su hijo, quien también recibiría Miranda y Villalba de Losa de manos de Fernando IV.
Ante el acuerdo alcanzado respecto a la posesión del señorío de Vizcaya, Juan Núñez de Lara el Menor  se sintió menospreciado por el rey y por su madre, por lo que se retiró de las Cortes, antes de que éstas hubiesen finalizado. Por ello, el rey concedió el cargo de Mayordomo mayor a Diego López V de Haro, lo que provocó que el infante Juan abandonase la corte, advirtiendo al rey que no contaría con su ayuda hasta que los alcaides de los castillos de Diego López de Haro rindiesen homenaje a su esposa, María Díaz de Haro. Sin embargo, poco después se reunieron en Lerma, donde se hallaba María Díaz de Haro, el infante Juan, Juan Núñez de Lara el Menor, Diego López V de Haro, y Lope Díaz de Haro, hijo de este último, acordándose que prestasen homenaje en Vizcaya como futura señora a María Díaz de Haro, al tiempo que se hacía lo mismo en los castillos que recibiría Lope Díaz de Haro.

### Conflictos internos en Castilla y Vistas de Grijota (1307-1308)
En 1307, por consejo del infante Juan y de Diego López V de Haro, ambos reconciliados ya, el rey ordenó a Juan Núñez de Lara el Menor que abandonase el reino de Castilla y que le devolviese los castillos de Moya y Cañete, situados en la provincia de Cuenca, y que el rey le había concedido en el pasado. El rey fue a Palencia, donde se hallaba su madre, quien le aconsejó que, puesto que había expulsado a Juan Núñez de Lara del reino, si deseaba conservar el respeto de los ricoshombres y la nobleza, debería mostrarse inflexible. El rey se dirigió entonces a Tordehumos, donde se hallaba el magnate rebelde, y puso cerco a la villa a finales de octubre de 1307, hallándose acompañado por numerosos ricoshombres con sus tropas, y también por las del Maestre de Santiago. Poco después se unieron a ellos el infante Juan, repuesto de una enfermedad, y su hijo, Alfonso de Valencia, con sus mesnadas.

Escudo de armas de la Casa de Lara. Juan Núñez de Lara el Menor, señor de Lara, se rebeló en 1307 contra Fernando IV de Castilla.

Estando el rey en el sitio de Tordehumos, recibió la orden del papa Clemente V de apoderarse de los castillos y posesiones de la Orden del Temple, y de que los conservase en su poder hasta que el pontífice dispusiese lo que habría de hacerse con ellos. Al mismo tiempo, el infante Juan presentó al rey una propuesta de paz, procedente de los sitiados en Tordehumos, que Fernando IV no aceptó. Durante el asedio el rey, viéndose en dificultades para pagar a sus tropas, envió a su esposa y a su hija recién nacida, la infanta Leonor de Castilla, a que solicitasen un empréstito en su nombre a su suegro, el rey de Portugal. Al mismo tiempo, el infante Juan, resentido, aconsejó al monarca que abandonase el cerco y que él lo terminaría, o bien que tomaría Íscar, o bien que acudiría a la entrevista que Fernando IV debía mantener en Tarazona con el rey de Aragón en su lugar. Sin embargo, el rey, receloso de su tío el infante, desoyó sus propuestas y procuró contentarle por otros medios.
A causa de las deserciones de algunos ricoshombres, entre ellos Alfonso de Valencia, hijo del infante Juan, Rodrigo Álvarez de las Asturias IV y García Fernández de Villamayor, y también a causa de la enfermedad de la reina madre, que no podía aconsejarle, el rey decidió pactar con Juan Núñez de Lara el Menor la rendición de este último. Después que rindió la villa de Tordehumos, a comienzos de 1308, Juan Núñez de Lara se comprometió a entregar todas sus tierras al rey, excepto las que tenía en La Bureba y La Rioja, por tenerlas Diego López V de Haro, al tiempo que rendía pleitesía al rey, quien firmó este acuerdo a espaldas de la reina madre, enferma de gravedad en esos momentos.
Terminado el cerco de Tordehumos, numerosos magnates y caballeros intentaron enemistar al rey con Juan Núñez de Lara el Menor y con su tío el infante Juan, diciéndoles a cada uno de ellos por separado que el rey deseaba la muerte de ambos, por lo que los dos se aliaron, temiendo que el rey desease sus muertes, aunque sin contar con el apoyo de Diego López V de Haro. Sin embargo, fueron persuadidos por María de Molina de que el rey no les deseaba ningún mal, algo que después les fue confirmado por el propio rey. Sin embargo, el infante Juan y sus acompañantes solicitaron presentar sus peticiones a la reina y no a él, a lo que el soberano accedió. Las reclamaciones, presentadas por los demandantes en las Vistas de Grijota, pasaban porque el soberano concediese la merindad de Galicia a Rodrigo Álvarez de las Asturias IV y la merindad de Castilla a Fernán Ruiz de Saldaña, al tiempo que debía expulsar de la corte a sus privados, Sancho Sánchez de Velasco, Diego García, y Fernán Gómez de Toledo. Las demandas presentadas por los magnates fueron aceptadas por el monarca.
En 1308, Rodrigo Yáñez, Maestre de la Orden del Temple en los reinos de Castilla y de León, se dispuso a entregar a María de Molina las fortalezas de la Orden en el reino, mas la reina no aceptó tomarlas sin el consentimiento de su hijo el rey, que este último concedió. Sin embargo, el maestre no entregó los castillos a la reina madre, sino que ofreció al infante Felipe de Castilla, hermano de Fernando IV, entregárselos a él, a condición de que el infante suplicase al rey, en su nombre, que el monarca atendiese las demandas de los templarios a los prelados de su reino.
En las Cortes de Burgos de 1308 estuvieron presentes, además del rey, la reina María de Molina, el infante Juan de Castilla, el infante Pedro de Castilla, don Juan Manuel y la mayoría de los ricoshombres y magnates. Fernando IV intentó poner orden en los asuntos de sus reinos, así como alcanzar un equilibrio presupuestario y reorganizar la administración de la Corte, al tiempo que intentaba recortar las atribuciones del infante Juan, aspecto este último no conseguido por el monarca.
El infante Juan entabló un pleito con el infante Felipe de Castilla por la posesión del castillo de Ponferrada, del que este último se había apropiado, así como de los de Alcañices, San Pedro de Latarce y Haro, y que aquel hubo de entregar al rey, al tiempo que el Maestre de la Orden del Temple se comprometía a entregar al rey los castillos que aún tenía en su poder.

### El Tratado de Alcalá de Henares (1308)

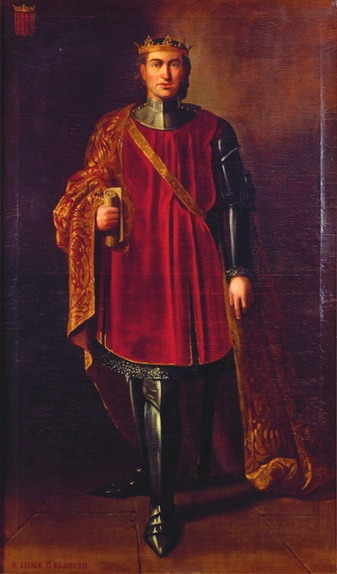
Retrato imaginario del rey Jaime II de Aragón, de Manuel Aguirre y Monsalbe. Ca. 1851-1854. (Diputación Provincial de Zaragoza).

En marzo de 1306 Fernando IV había solicitado entrevistarse con Jaime II de Aragón, y desde ese momento los embajadores de las dos monarquías intentaron fijar una fecha para el encuentro de los dos soberanos, que hubo de ser aplazado varias veces debido a los conflictos internos existentes en ambos reinos. Las cláusulas del tratado de Alcalá de Henares, firmado el día 19 de diciembre de 1308, tuvieron su origen en los encuentros mantenidos por los reyes de Castilla y Aragón en el monasterio de Santa María de Huerta y en Monreal de Ariza en el mes de diciembre de 1308. Los temas discutidos en las entrevistas fueron el relanzamiento de la empresa bélica de la Reconquista, deseado por ambos reyes, y el matrimonio de la infanta Leonor de Castilla, hija primogénita y heredera de Fernando IV, con el infante Jaime de Aragón, hijo y heredero de Jaime II de Aragón y, por último, la satisfacción de los compromisos contraídos con Alfonso de la Cerda, que aún no habían sido satisfechos en su totalidad.
Respecto al matrimonio entre la infanta Leonor y el infante Jaime, aunque fue celebrado nunca fue consumado, ya que el infante Jaime huyó de la ceremonia de esponsales, renunció poco después a sus derechos al trono, e ingresó en la Orden de San Juan de Jerusalén. La infanta Leonor contrajo matrimonio años más tarde con Alfonso IV de Aragón, hijo y sucesor de Jaime II de Aragón. Respecto al segundo asunto debatido en las entrevistas de los soberanos, Fernando IV entregó a Alfonso de la Cerda 220.000 maravedíes que aún no le habían sido entregados y este último devolvió al rey las villas de Deza, Serón y Alcalá. La idea de emprender de nuevo la lucha contra el Reino de Granada fue acogida con entusiasmo por ambos soberanos, que contaban con el apoyo del rey de Marruecos, quien se hallaba en guerra contra el rey Muhammad III de Granada.
Tras las entrevistas mantenidas entre ambos soberanos, Fernando IV se reunió en la villa de Almazán con su madre y ambos acordaron limpiar de malhechores la zona entre Almazán y Atienza, y destruir las fortalezas que les servían de refugio, labor en la que tomó parte el infante Felipe de Castilla, hermano de Fernando IV. Por su parte, la reina María de Molina se mostró complacida ante los acuerdos alcanzados entre Fernando IV y el rey de Aragón. A continuación, el rey se dirigió a Alcalá de Henares.
El día 19 de diciembre de 1308, en Alcalá de Henares, Fernando IV de Castilla y los embajadores aragoneses Bernaldo de Sarriá y Gonzalo García rubricaron el tratado de Alcalá de Henares. Fernando IV, que contaba con el apoyo de su hermano, el infante Pedro, de Diego López V de Haro, del arzobispo de Toledo y del obispo de Zamora, acordó iniciar la guerra contra el Reino de Granada el día 24 de junio de 1309 y se comprometió, al igual que el monarca aragonés, a no firmar una paz por separado con el monarca granadino. El rey castellano aportaría diez galeras a la expedición y otras tantas el rey aragonés. Se aprobó con la anuencia de ambas partes que las tropas castellanas atacarían las plazas de Algeciras y Gibraltar, mientras que los aragoneses conquistarían la ciudad de Almería.
Fernando IV se comprometió a ceder una sexta parte del reino de Granada al rey aragonés, y le concedió el reino de Almería en su totalidad como adelanto por el mismo, excepto las plazas de Bedmar, Locubin, Alcaudete, Quesada y Arenas, que habían formado parte de la Corona de Castilla en el pasado. Fernando IV estableció que si se daba la circunstancia de que el reino de Almería no se correspondiese con la sexta parte del Reino de Granada el arzobispo de Toledo por parte de Castilla y el Obispo de Valencia por parte de los aragoneses serían los encargados de resolver las posibles deficiencias del cálculo. La concesión al reino de Aragón de una parte tan extensa del reino nazarita de Granada motivó que el infante Juan de Castilla el de Tarifa y don Juan Manuel protestasen contra la ratificación del tratado, aunque dicha protesta no tuvo consecuencias.
La entrada en vigor de las cláusulas del tratado de Alcalá de Henares supuso una notable ampliación de los futuros límites del reino de Aragón, que alcanzó unos límites mayores que los previstos en los tratados de Cazorla y Almizra, en los que se habían establecido las futuras áreas de expansión de los reinos de Castilla y Aragón en el pasado. Además, Fernando IV otorgó su consentimiento para que Jaime II de Aragón negociase una alianza con el rey de Marruecos, a fin de combatir al Reino de Granada.
Tras la firma del tratado de Alcalá de Henares, los reyes de Castilla y Aragón enviaron embajadores a la Corte de Aviñón, a fin de solicitar al Papa Clemente V que concediese la condición de cruzada a la lucha contra los musulmanes del sur de la península ibérica, y para que concediese la necesaria dispensa para la celebración del matrimonio entre la infanta Leonor de Castilla, hija primogénita y heredera de Fernando IV, y el infante Jaime de Aragón, hijo y heredero de Jaime II de Aragón, a lo que el Papa accedió, pues la dispensa necesaria para celebrar dicho matrimonio fue otorgada antes de la llegada de los embajadores a Aviñón. El día 24 de abril de 1309 el Papa Clemente V, mediante la bula "Indesinentis cure", autorizó la predicación de la cruzada en los dominios del rey Jaime II de Aragón, y otorgó a la empresa los diezmos que habían sido destinados a la conquista de Córcega y Cerdeña.
En las Cortes de Madrid de 1309, las primeras celebradas en la actual capital de España, el rey manifestó su deseo de ir a la guerra contra el Reino de Granada, al tiempo que demandaba subsidios para poder hacer la guerra. En dichas Cortes estuvieron presentes el rey Fernando IV y su esposa, su madre, la reina María de Molina, los infantes Pedro, Felipe y Juan, don Juan Manuel, Juan Núñez de Lara el Menor, Diego López V de Haro, Alfonso Téllez de Molina, hermano de la reina María de Molina, el arzobispo de Toledo, los Maestres de las Órdenes Militares de Santiago y Calatrava, los representantes de las ciudades y concejos, y otros nobles y prelados. Las Cortes aprobaron la concesión de cinco servicios, destinados a pagar las soldadas de los ricoshombres e hidalgos.
Numerosos magnates del reino, encabezados por el infante Juan de Castilla el de Tarifa y por don Juan Manuel, se opusieron al proyecto de tomar la ciudad de Algeciras, pues preferían realizar una campaña de saqueo y devastación en la Vega de Granada. Además, el infante Juan se hallaba resentido con el rey debido a la negativa de este último a entregarle el municipio de Ponferrada, y Don Juan Manuel, a pesar de que deseaba hacer la guerra al reino de Granada desde sus tierras murcianas, fue obligado por Fernando IV a participar junto a sus mesnadas en el cerco de Algeciras.
En esos momentos, el Maestre de la Orden de Calatrava realizó una incursión en la frontera y obtuvo un considerable botín, y el día 13 de marzo de 1309 el obispo de Cartagena, contando con la aprobación del cabildo catedralicio de Cartagena, se apoderó de la villa y del castillo de Lubrín, que posteriormente le serían donados por Fernando IV. Terminadas las Cortes de Madrid, Fernando IV se dirigió a Toledo, donde aguardó a que se le uniesen sus tropas, al tiempo que dejaba a su madre, la reina María de Molina, a cargo del gobierno del reino, confiándole la custodia de los sellos reales.

### La conquista de Gibraltar y el sitio de Algeciras (1309)
En la campaña intervinieron el infante Juan de Castilla el de Tarifa, don Juan Manuel, Diego López V de Haro, señor de Vizcaya, Juan Núñez de Lara el Menor, Alonso Pérez de Guzmán, Fernán Ruiz de Saldaña, y otros magnates y ricoshombres castellanos. También tomaron parte en la empresa las milicias concejiles de Salamanca, Segovia, Sevilla, y de otras ciudades. Por su parte, el rey Dionisio I de Portugal, suegro de Fernando IV de Castilla, envió un contingente de 700 caballeros a las órdenes de Martín Gil de Sousa, Alférez del rey de Portugal, y Jaime II de Aragón aportó a la expedición contra Algeciras diez galeras. El Papa Clemente V, mediante la bula "Prioribus, decanis", emitida el día 29 de abril de 1309 en la ciudad de Aviñón, concedió a Fernando IV de Castilla la décima parte de todas las rentas eclesiásticas de sus reinos durante tres años, a fin de contribuir al sostenimiento de la guerra contra el Reino de Granada.

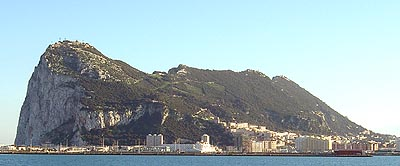
Vista del Peñón de Gibraltar, cuya ciudad fue conquistada por Fernando IV el día 12 de septiembre de 1309.

Desde la ciudad de Toledo, Fernando IV se dirigió a Córdoba, donde los emisarios del rey de Aragón le anunciaron que Jaime II de Aragón estaba dispuesto para comenzar el sitio de Almería. En la ciudad de Córdoba el rey Fernando IV discutió de nuevo el plan de campaña, pues su hermano el infante Pedro, su tío el infante Juan de Castilla "el de Tarifa", don Juan Manuel y Diego López V de Haro, entre otros, se oponían al proyecto de cercar la ciudad de Algeciras, ya que todos ellos preferían saquear y devastar la Vega de Granada mediante una serie de ataques sucesivos que desmoralizarían a los musulmanes granadinos. No obstante, la voluntad de Fernando IV prevaleció y las tropas castellano-leonesas se prepararon para sitiar Algeciras. Los últimos preparativos de la campaña fueron realizados en la ciudad de Sevilla, a la que Fernando IV llegó a principios de julio de 1309. Los víveres y suministros acumulados en la ciudad de Sevilla por el ejército castellano-leonés fueron trasladados por el río Guadalquivir, y posteriormente por mar hasta Algeciras.
El día 27 de julio de 1309 una parte del ejército castellano-leonés se encontraba ante los muros de la ciudad de Algeciras, y tres días después, el día 30 de julio, llegaron el rey Fernando IV de Castilla y su tío el infante Juan de Castilla "el de Tarifa", acompañados por numerosos ricoshombres. Por su parte, el rey Jaime II de Aragón comenzó a sitiar la ciudad de Almería el día 15 de agosto, y el asedio se prolongó hasta el día 26 de enero de 1310. Mientras la ciudad de Algeciras permanecía sitiada por las tropas cristianas, la ciudad de Gibraltar capituló ante las tropas de Fernando IV de Castilla el día 12 de septiembre de 1309. Pocos días después de poner cerco a la ciudad de Algeciras, el rey envió a Juan Núñez de Lara el Menor, a Alonso Pérez de Guzmán, al arzobispo de Sevilla, al concejo de la ciudad de Sevilla y al Maestre de la Orden de Calatrava a que sitiasen Gibraltar, que capituló ante las tropas de Fernando IV de Castilla el día 12 de septiembre de 1309, después de un breve y duro asedio.
A mediados de octubre de 1309, el infante Juan de Castilla "el de Tarifa", su hijo Alfonso de Valencia, don Juan Manuel y Fernán Ruiz de Saldaña, desertaron y abandonaron el campamento cristiano emplazado ante Algeciras, siendo acompañados en su huida por otros quinientos caballeros. Tal acción, motivada porque Fernando IV les debía ciertas cantidades de dinero correspondientes a sus soldadas, provocó la indignación de las Cortes europeas y la protesta de Jaime II de Aragón, quien intentó persuadir a los desertores, aunque infructuosamente, para que regresasen al sitio de Algeciras. Sin embargo, el rey Fernando IV, que contaba con el apoyo de su hermano el infante Pedro, de Juan Núñez de Lara el Menor y de Diego López V de Haro, persistió en su intento de apoderarse de Algeciras.
La escasez y la pobreza de medios en el campamento cristiano llegaron a ser tan alarmantes que el rey Fernando IV se vio obligado a empeñar las joyas y coronas de su esposa, la reina Constanza de Portugal, a fin de poder pagar las soldadas de los caballeros y de las tripulaciones de las galeras. Poco después llegaron al campamento cristiano las tropas del infante Felipe de Castilla, hermano de Fernando IV, y las del arzobispo de Santiago de Compostela, quien llegó acompañado de 400 caballeros y buen número de peones. A finales de 1309, Diego López V de Haro enfermó de gravedad como consecuencia de un ataque de gota, lo que vino a sumarse a la defunción de Alonso Pérez de Guzmán, señor de Sanlúcar de Barrameda, al temporal de lluvias que inundaron el campamento cristiano, y a la deserción del infante Juan y de don Juan Manuel. No obstante, a pesar de dichas adversidades, Fernando IV de Castilla persistió hasta el último momento en su objetivo de apoderarse de Algeciras, aunque al final abandonó su propósito.
En enero de 1310 el rey Fernando IV decidió negociar con los granadinos, quienes habían enviado como emisario al campamento cristiano al arráez de Andarax. Alcanzado un acuerdo, en el que se estipulaba que a cambio de levantar el asedio de Algeciras Fernando IV recibiría Quesada y Bedmar, además de 50.000 doblas de oro, el rey ordenó levantar el asedio a finales de enero de 1310. Tras la firma del acuerdo preliminar falleció Diego López V de Haro, y María Díaz de Haro, esposa del infante Juan, tomó posesión del señorío de Vizcaya. A continuación, el infante Juan de Castilla el de Tarifa devolvió al rey las villas de Paredes de Nava, Cabreros, Medina de Rioseco, Castronuño y Mansilla. A finales de enero de 1310, al mismo tiempo que Fernando IV ordenaba levantar el cerco de Algeciras, Jaime II de Aragón ordenó el levantamiento del asedio de Almería, sin haber conseguido apoderarse de la ciudad.
En conjunto, la campaña del año 1309 resultó más provechosa para las armas castellanas que para las de Aragón, ya que Fernando IV pudo incorporar Gibraltar a sus dominios. La traición y deserción de los dos familiares del rey, Don Juan Manuel y el infante Juan de Castilla fue mal considerada por todas las Cortes europeas, que no ahorraron calificativos a la hora de definir a los dos magnates castellanos.

## Última etapa del reinado y muerte del rey (1310-1312)

### Conflictos con el infante Juan y con don Juan Manuel (1310-1311)
En 1310, una vez levantado el asedio de Algeciras, el rey Fernando IV envió a Juan Núñez de Lara el Menor a conferenciar con el papa Clemente V, a quien el rey suplicaba, de común acuerdo con el rey de Aragón, que no permitiese que se procesase a su antecesor en la silla de San Pedro, el papa Bonifacio VIII, quien había legitimado el matrimonio de los padres de Fernando IV en 1301, legitimando con ello al propio Fernando IV. Juan Núñez de Lara el Menor debía informar además a Clemente V sobre las causas que habían motivado el levantamiento del sitio de Algeciras, y debía solicitar al Papa, en nombre de Fernando IV, subsidios para poder proseguir en el futuro la guerra contra el Reino de Granada. El Papa Clemente V procuró suavizar la animadversión que Felipe IV el Hermoso, rey de Francia, sentía hacia su predecesor, el papa Bonifacio VIII, reprochó al infante Juan y a don Juan Manuel su conducta durante el asedio de Algeciras, concedió al rey los diezmos recaudados en su reino durante un año, y envió diversas cartas a los prelados de los reinos de Castilla y de León en las que se les ordenaba reprender severamente a los que no colaborasen con el rey en la empresa de la Reconquista.

Escudo de armas de Don Juan Manuel, nieto de Fernando III de Castilla.

Mientras tanto, Fernando IV emprendió de nuevo la guerra contra el Reino de Granada. El infante Pedro, su hermano, conquistó el castillo de Tempul y posteriormente se dirigió a Sevilla, donde se hallaba su hermano el rey. En noviembre de 1310, ambos hermanos se dirigieron a Córdoba, donde se había producido un levantamiento popular en contra de varios caballeros de la ciudad. Mientras tanto, la reina María de Molina, que se encontraba en Valladolid, suplicó a su hijo que se reuniese con ella allí, a fin de que el monarca estuviese presente en la boda de su hermana, la infanta Isabel de Castilla, que iba a contraer matrimonio con Juan III de Bretaña, duque de Bretaña y bisnieto de Enrique III de Inglaterra. De camino a Burgos, Fernando IV se detuvo en la ciudad de Toledo y confesó a Juan Núñez de Lara el Menor que planeaba prender o asesinar al infante Juan, pues pensaba el rey que mientras el infante viviese, le perjudicaría y estorbaría en todos sus propósitos. Sin embargo, Juan Núñez de Lara el Menor, a pesar del odio que sentía hacia el infante, se dio cuenta de que el rey no lo hacía por afecto hacia él, y que si ayudaba al rey a deshacerse del infante, labraría su propia ruina. Fernando IV llegó a Burgos en enero de 1311.
Después de la boda de la infanta Isabel, hermana de Fernando IV, este último planeó asesinar al infante Juan de Castilla "el de Tarifa" en la ciudad de Burgos, en enero de 1311, para vengarse de ese modo por la deserción del infante del cerco de Algeciras y, al mismo tiempo, para someter a la nobleza, que volvía a rebelarse contra el poder de la Corona. Sin embargo, la reina María de Molina avisó al infante Juan de los propósitos de su hijo y el infante pudo ponerse a salvo. Fernando IV, acompañado por su hermano el infante Pedro, por Lope Díaz de Haro, y por las mesnadas del concejo de Burgos persiguió al infante Juan y a sus partidarios, que se refugiaron en la villa palentina de Saldaña.
El rey privó entonces al infante Juan del Adelantamiento de la frontera y se lo concedió a Juan Núñez de Lara el Menor, al tiempo que ordenó la confiscación de las tierras y señoríos que le había entregado al infante, a sus hijos, Alfonso de Valencia y Juan el Tuerto, e idéntica suerte corrió Sancho de Castilla "el de la Paz", primo de Fernando IV y partidario del infante Juan. Al mismo tiempo, don Juan Manuel se reconcilió con el rey y le solicitó que le concediese el cargo de Mayordomo mayor del rey, por lo que el monarca, que deseaba atraerse a Don Juan Manuel, creyendo que este último rompería su amistad con el infante Juan, despojó al infante Pedro del cargo de Mayordomo mayor y se lo concedió, dando a cambio a su hermano las villas de Almazán y Berlanga de Duero, que le había prometido anteriormente.
A principios de febrero de 1311, y a pesar de que se había reconciliado con Fernando IV, Don Juan Manuel abandonó la ciudad de Burgos y se dirigió a Peñafiel, encontrándose poco después con el infante Juan en Dueñas. Los partidarios y vasallos del infante Juan, temiendo al rey, se aprestaron a defenderle, entre ellos Sancho de Castilla "el de la Paz" y Juan Alfonso de Haro. En vista de la situación, Fernando IV, que no deseaba una rebelión abierta de los partidarios del infante Juan, además de querer dedicarse en exclusiva a la guerra contra el Reino de Granada, envió a la reina María de Molina a conferenciar con el infante Juan, con sus hijos, y con sus partidarios en Villamuriel de Cerrato. Las conversaciones duraron quince días y la reina María de Molina estuvo acompañada por el arzobispo de Santiago de Compostela, y por los obispos de León, Lugo, Mondoñedo y Palencia. Las conversaciones concluyeron con la concordia entre el infante Juan, quien se mostraba preocupado por su seguridad personal, y el rey Fernando IV. Dicha concordia incomodó a la reina Constanza de Portugal, esposa de Fernando IV, y a Juan Núñez de Lara el Menor, quien continuaba enemistado con el infante Juan. Poco después, Fernando IV se entrevistó con el infante Juan de Castilla el de Tarifa en el municipio de Grijota, y ambos ratificaron lo acordado entre el infante Juan y la reina María de Molina en Villamuriel de Cerrato.
El día 20 de marzo de 1311, durante una asamblea de prelados en la ciudad de Palencia, Fernando IV confirmó y concedió nuevos privilegios a las iglesias y prelados de sus reinos, y respondió a sus demandas. En abril de 1311, hallándose en Palencia, Fernando IV enfermó de gravedad y hubo de ser trasladado a Valladolid, a pesar de la oposición de la reina Constanza, su esposa, que deseaba trasladarlo a Carrión de los Condes, a fin de poder controlar al monarca junto con su aliado, Juan Núñez de Lara el Menor. Durante la enfermedad del rey surgieron discrepancias entre el infante Pedro, Juan Núñez de Lara el Menor, el infante Juan, y don Juan Manuel. Mientras el rey se encontraba en Toro, la reina Constanza dio a luz en Salamanca el día 13 de agosto de 1311 a un hijo varón, que llegaría a reinar en Castilla a la muerte de su padre como Alfonso XI de Castilla. El infante Alfonso, heredero de Fernando IV, fue bautizado en la Catedral Vieja de Salamanca, y a pesar de los deseos del rey, quien deseaba encomendar la crianza del niño a su abuela, la reina María de Molina, prevaleció la voluntad de la reina Constanza, quien deseaba, contando para ello con el apoyo de Juan Núñez de Lara el Menor y de Lope Díaz de Haro, que la custodia del niño fuese encomendada al infante Pedro de Castilla, hermano de Fernando IV.
En el otoño de 1311 surgió una conspiración que pretendía el destronamiento de Fernando IV de Castilla y colocar en el trono a su hermano, el infante Pedro de Castilla. La conjura se hallaba protagonizada por el infante Juan de Castilla "el de Tarifa", por Juan Núñez de Lara el Menor y por Lope Díaz de Haro, hijo del fallecido Diego López V de Haro. Sin embargo, el proyecto de destronamiento fracasó debido a la rotunda negativa de la reina María de Molina.

### Concordia de Palencia y Vistas de Calatayud (1311-1312)

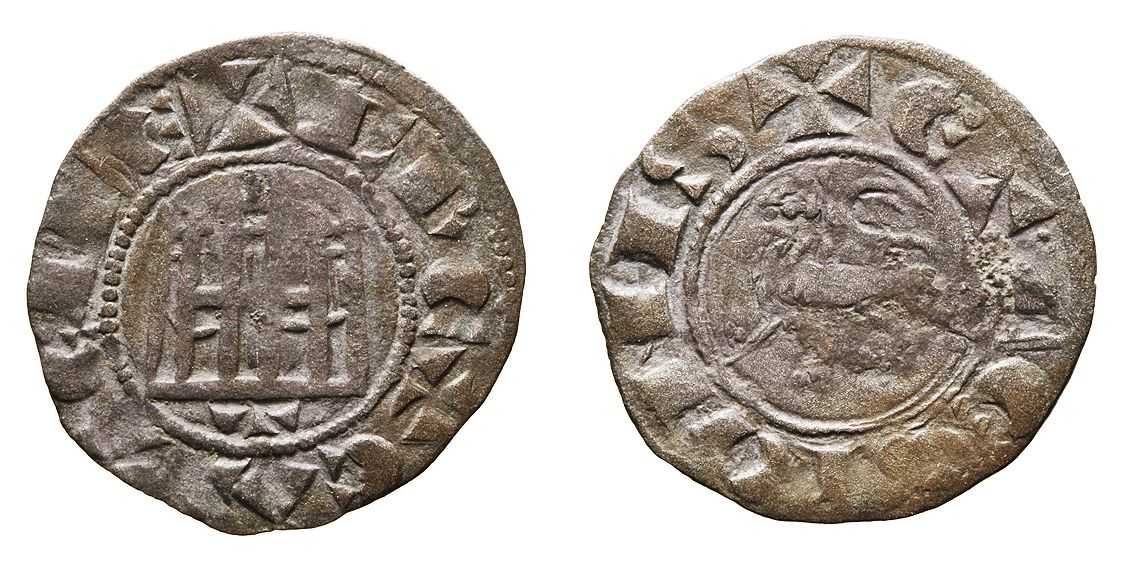
Pepión, moneda de vellón, acuñado en Toledo durante el reinado de Fernando IV.

El infante Juan y los principales magnates del reino amenazaron a Fernando IV con dejar de servirle, a mediados de 1311, si el monarca no satisfacía sus peticiones. El infante Juan y sus seguidores exigieron que reemplazase a sus consejeros y privados por el propio infante Juan, la reina María de Molina, el infante Pedro, don Juan Manuel, Juan Núñez de Lara el Menor, y por los obispos de Astorga, Zamora, Orense y Palencia, quienes deberían ser los nuevos consejeros del rey. Don Juan Manuel permaneció leal a Fernando IV, debido a que el día 15 de octubre el rey le había cedido todos los pechos y derechos reales de Valdemoro y de Rabrido, a excepción de la moneda forera de ambos lugares y de la martiniega de Rabrido, que había sido entregada a Alfonso de la Cerda.
Con el deseo de alcanzar la paz y de que ningún obstáculo se interpusiese en el relanzamiento de la Reconquista, Fernando IV se avino a firmar la concordia de Palencia, rubricada el día 28 de octubre de 1311, con el infante Juan y el resto de los magnates, y cuyas cláusulas fueron ratificadas en las Cortes de Valladolid de 1312. El rey se comprometió a respetar los usos, fueros y privilegios de los nobles, prelados, y los hombres buenos de las villas, y a no intentar despojar a los nobles de las rentas y tierras que tenían pertenecientes a la Corona. Fernando IV ratificó que la crianza de su hijo, el infante Alfonso, sería encomendada a su hermano, el infante Pedro, a quien cedió además la villa de Santander. El rey cedió al infante Juan el municipio de Ponferrada, a condición de que no estableciese ningún tipo de acuerdo con Juan Núñez de Lara el Menor, aunque el infante incumplió su palabra antes de haber transcurrido ocho días.
En diciembre de 1311 Fernando IV se entrevistó en Calatayud con el rey Jaime II de Aragón. En ese momento se llevó a cabo el enlace matrimonial entre el infante Pedro de Castilla, hermano de Fernando IV, y la infanta María de Aragón, hija de Jaime II de Aragón, aunque algunos autores señalan que el matrimonio se celebró en el mes de enero de 1312. Al mismo tiempo, Fernando IV le entregó al soberano aragonés su hija primogénita, la infanta Leonor de Castilla para que fuese criada en la corte aragonesa hasta que tuviera la edad adecuada para contraer matrimonio con el infante Jaime de Aragón, hijo primogénito y heredero del rey aragonés.
En la entrevista de Calatayud de 1311 también se acordó reanudar la guerra contra el Reino de Granada, pero se decidió que cada reino la hiciera por separado, al tiempo que Jaime II se comprometía a mediar entre Fernando IV y el rey de Portugal en el conflicto que ambos mantenían acerca de la posesión de algunas poblaciones de las que Dionisio I de Portugal se había apoderado durante la minoría de edad de Fernando IV. Sin embargo, la muerte de Fernando IV en septiembre de 1312 puso fin a dichas negociaciones entre los soberanos de Aragón y Portugal. El día 3 de abril de 1312, poco después de la entrevista de Calatayud, don Juan Manuel contrajo matrimonio en la ciudad de Játiva con la infanta Constanza de Aragón, hija de Jaime II de Aragón.

### Último período de la vida del rey (1312)
Tras su estancia en la ciudad de Calatayud, Fernando IV se dirigió a la ciudad de Valladolid, donde iban a reunirse las Cortes. En las Cortes de Valladolid de 1312, las últimas del reinado de Fernando IV, se recaudaron fondos para mantener el ejército que se emplearía en la siguiente campaña contra el reino de Granada, se reorganizó la administración de justicia, la administración territorial y la administración local, mostrando con ello el deseo del rey de realizar profundas reformas en todos los ámbitos de la administración, al tiempo que intentaba reforzar la autoridad de la Corona en detrimento de la autoridad nobiliaria. Las Cortes aprobaron la concesión de cinco servicios y una moneda forera, destinados al pago de las soldadas de los vasallos del rey, a excepción de Juan Núñez de Lara el Menor, que se había convertido en vasallo del rey Dionisio I de Portugal.

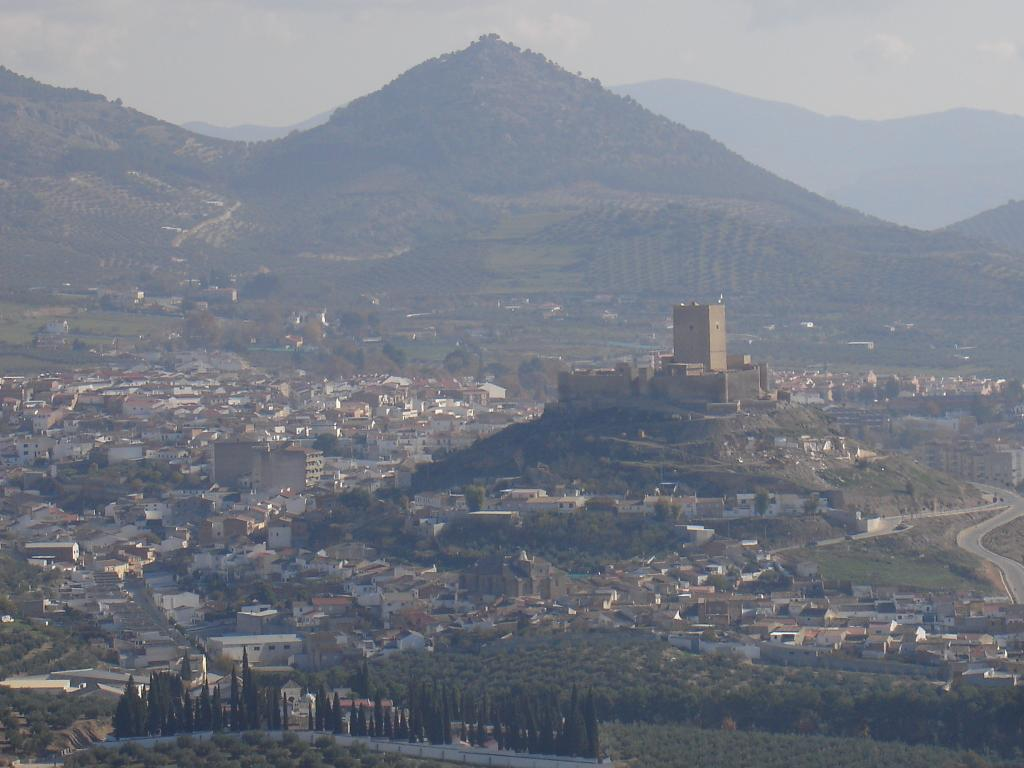
Vista de la localidad de Alcaudete desde la Sierra de Orbes. La localidad jienense capituló el día 5 de septiembre de 1312 ante las tropas del infante Pedro de Castilla, hermano de Fernando IV.

Ya en octubre de 1311, Fernando IV había solicitado un préstamo al rey Eduardo II de Inglaterra, a fin de poder proseguir la guerra contra el reino de Granada, aunque el soberano inglés se negó a concedérselo, argumentando que había tenido que afrontar numerosos gastos debido a su guerra contra los escoceses. En julio de 1312, Fernando IV empeñó los castillos templarios de Burguillos del Cerro y de Alconchel a cambio de un préstamo de 3600 marcos del rey Dionisio I de Portugal, que necesitaba para proseguir la guerra contra el reino de Granada. A finales de abril de 1312, una vez terminadas las Cortes, el rey abandonó la ciudad de Valladolid. En 1312 falleció Sancho de Castilla "el de la Paz", hijo del infante Pedro de Castilla y primo hermano de Fernando IV, quien se dirigió a Ledesma, que hacía las veces de capital de los señoríos de su primo, e incorporó los dominios de su difunto primo al patrimonio real, después de haberse comprobado que el difunto carecía de hijos legítimos. Fernando IV se dirigió después a Salamanca, y arrebató a su primo Alfonso de la Cerda, que se había sublevado nuevamente contra él, los municipios de Béjar y Alba de Tormes.
El día 13 de julio de 1312 el rey llegó a Toledo, después de haber dejado al infante Alfonso, heredero del trono, en la ciudad de Ávila, y se dirigió a la provincia de Jaén, donde su hermano, el infante Pedro de Castilla, se encontraba sitiando la localidad de Alcaudete. El rey, después de una corta estancia en la ciudad de Jaén, se dirigió a la localidad jienense de Martos, donde ordenó que se ejecutase a los hermanos Carvajal, acusados de haber asesinado en Palencia a Juan Alonso de Benavides, privado del rey. Según la leyenda, pues ello no figura en la Crónica de Fernando IV, los hermanos fueron condenados a ser introducidos en una jaula de hierro con puntas afiladas en su interior y, posteriormente, a ser arrojados desde la cumbre de la Peña de Martos, introducidos en dicha jaula. La Crónica de Fernando IV refiere que antes de morir, los hermanos emplazaron al rey a comparecer ante el Tribunal de Dios en el plazo de treinta días.
Después de su estancia en Martos, el rey se dirigió a Alcaudete, donde esperaba al infante Juan de Castilla "el de Tarifa", quien debería unirse junto con sus tropas al cerco de la localidad. Sin embargo, el infante Juan no acudió por temor de que Fernando IV ordenase su muerte. Enfermo de gravedad, Fernando IV abandonó el cerco de Alcaudete y se dirigió a la ciudad de Jaén, a finales de agosto de 1312.
El día 5 de septiembre de 1312 se rindió la guarnición de Alcaudete, después de tres meses de asedio, y el infante Pedro se dirigió a la ciudad de Jaén, donde le aguardaba su hermano el rey. El día 7 de septiembre, día de la muerte de Fernando IV, acordaron ambos hermanos socorrer a Nasr, rey de Granada, con quien se había pactado una tregua, y ayudarle en su lucha contra su cuñado Ferrachén, arráez de Málaga, quien se había rebelado contra el rey de Granada.

### Diferentes versiones de la muerte del rey

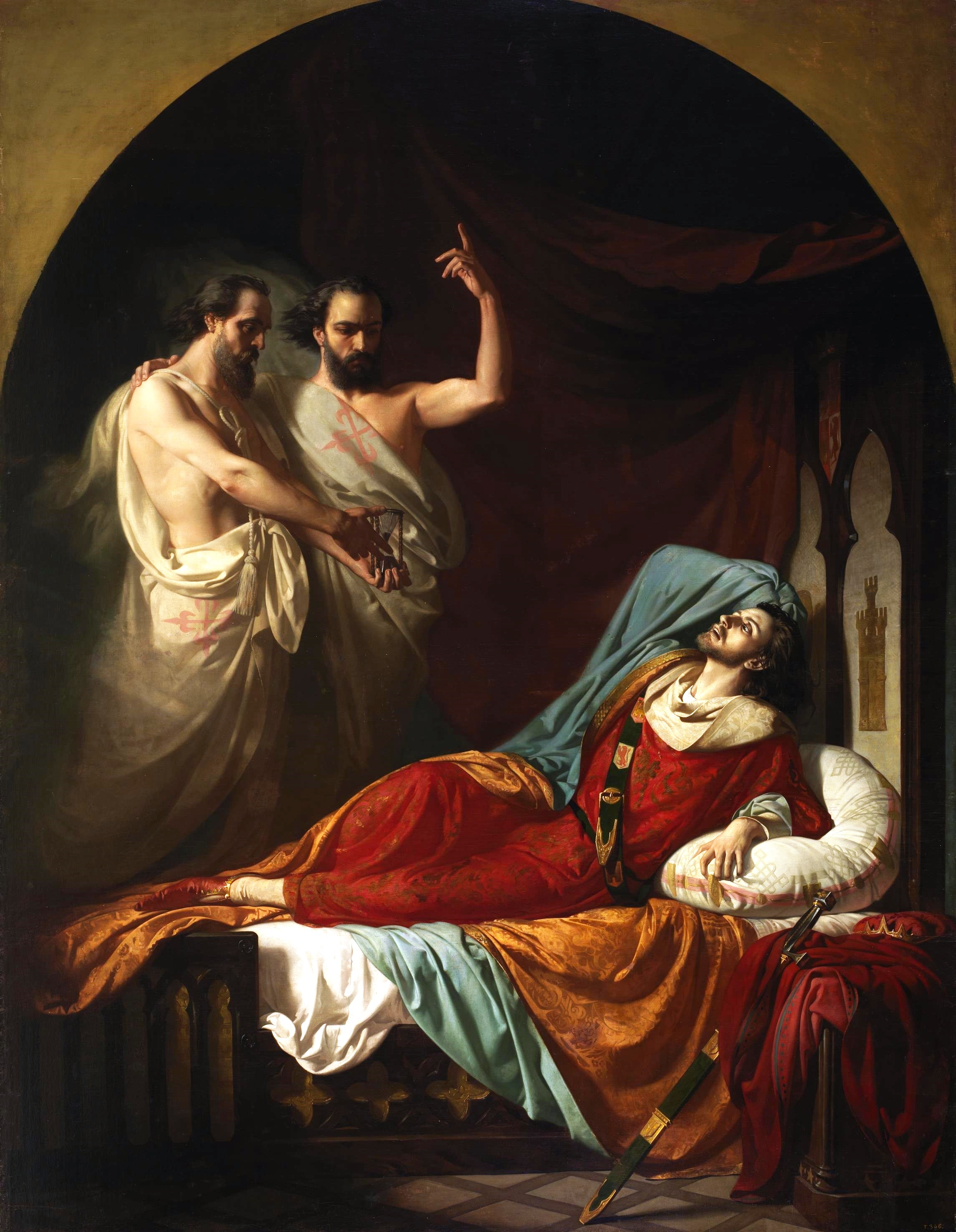
Últimos momentos de Fernando IV el Emplazado. Óleo sobre lienzo de José Casado del Alisal. (1860). Palacio del Senado de España.

Fernando IV de Castilla falleció el día 7 de septiembre de 1312 en la ciudad de Jaén, sin que nadie le viera morir. La historia y la leyenda se han entrelazado indisolublemente en lo concerniente a la defunción del monarca, que recibió a su muerte el sobrenombre de "el Emplazado", a causa de las circunstancias misteriosas en que se produjo la misma. Fernando IV falleció a los veintiséis años de edad, y al morir dejaba como futuro heredero a su único hijo varón, el infante Alfonso, que reinaría como Alfonso XI de Castilla, y que a la muerte de su padre contaba con un año de edad.
La Crónica de Fernando IV, escrita alrededor del año 1340, casi treinta años después de la defunción del rey, describe así la muerte del monarca castellano-leonés, en el capítulo XVIII de la obra, y la de los hermanos Carvajal, ocurrida treinta días antes de la de Fernando IV, aunque no especifica de qué modo murieron estos últimos:

É el Rey salió de Jaén, é fuese á Martos, é estando y mandó matar dos cavalleros que andavan en su casa, que vinieran y á riepto que les fasían por la muerte de un cavallero que desían que mataron quando el Rey era en Palencia, saliendo de casa del Rey una noche, al qual desían Juan Alonso de Benavides. É estos cavalleros, quando los el Rey mandó matar, veyendo que los matavan con tuerto, dixeron que emplasavan al Rey que paresciesse ante Dios con ellos a juisio sobre esta muerte que él les mandava dar con tuerto, de aquel día en que ellos morían á treynta días. É ellos muertos, otro día fuese el Rey para la hueste de Alcaudete, e cada día esperava al infante Don Juan, segund lo havía puesto con él...É el Rey estando en está cerca de Alcaudete, tomóle una dolencia muy grande, e affincóle en tal manera, que non pudo y estar, e vínose para Jaén con la dolencia, e no se queriendo guardar, comía carne cada día, e bebía vino...E otro día jueves, siete días de setiembre, víspera de Sancta María, echóse el Rey a dormir, e un poco después de medio día falláronle muerto en la cama, en guisa que ninguno lo vieron morir. É este jueves se cumplieron los treynta días del emplazamiento de los cavalleros que mandó matar en Martos...

En el capítulo III de la Crónica de Alfonso XI, la muerte de Fernando IV es descrita de idéntico modo a como se describe en la Crónica de Fernando IV. Y el historiador Diego Rodríguez de Almela, en su obra Valerio de las historias escolásticas y de los hechos de España, que fue escrita alrededor del año 1472, relató del siguiente modo la defunción del monarca:

Estando el rey Don Fernando IV de Castilla, que tomó a Gibraltar, en Martos, acussaron ante él a dos escuderos, llamados el uno Pedro Carbajal y el otro Juan Alfonso de Carbajal, su hermano, que ambos andaban en su corte, oponiéndoles que una noche, estando el Rey en Palencia, mataron a un caballero llamado Gómez de Benavides, que quería mucho el Rey, dando muchos indicios y presunciones porque parescía que ellos le havían muerto. El rey Don Fernando, usando de rigurosa justicia, fizo prender a ambos hermanos, y despeñar de la Peña de Martos; antes que los despeñasen dixeron que Dios era testigo y sabía la verdad que no eran culpantes en aquella muerte que les oponían, y que pues el Rey los mandaba despeñar y matar a sin razón, que lo emplazaban de aquel día que ellos morían en treinta días que paresciesse con ellos a juicio ante Dios. Los escuderos fueron despeñados y muertos, y el rey Don Fernando vino a Jaén. Eacaesció que dos días antes que se compliese el plazo se sintió enojado, comió carne y bebió vino. Como el día del plazo de los treinta días que los escuderos que mató le emplazaron se compliesse, queriendo partir para Alcaudete, que su hermano el Infante Don Pedro havía a los Moros tomado, comió temprano, y acostosse a dormir en la siesta, que era en verano; acaesció assí que quando fueron para le despertar, halláronlo muerto en la cama, que ninguno no le vido morir. Mucho se deben atentar los Jueces antes que procedan a executar justicia, mayormente de sangre, hasta saber verdaderamente el hecho por que la justicia se deba executar. Ca como en el Génesis se lee: quién saccare sangre sin pecado, Dios lo demandará. Este Rey no tuvo la manera que convenía a execución de justicia, y por tanto acabó como dicho es.

Martín Ximena Jurado, historiador y cronista jienense del siglo XVII, en su obra Catálogo de los Obispos de las Iglesias Catedrales de Jaén y Anales eclesiásticos de este Obispado, describió la Real Iglesia de Santa Marta de la ciudad de Martos, donde yacen sepultados los restos de los hermanos Carvajal, ejecutados por orden de Fernando IV. Al tiempo que describió la tumba de los dos hermanos, aportó algunos datos sobre la defunción del monarca.

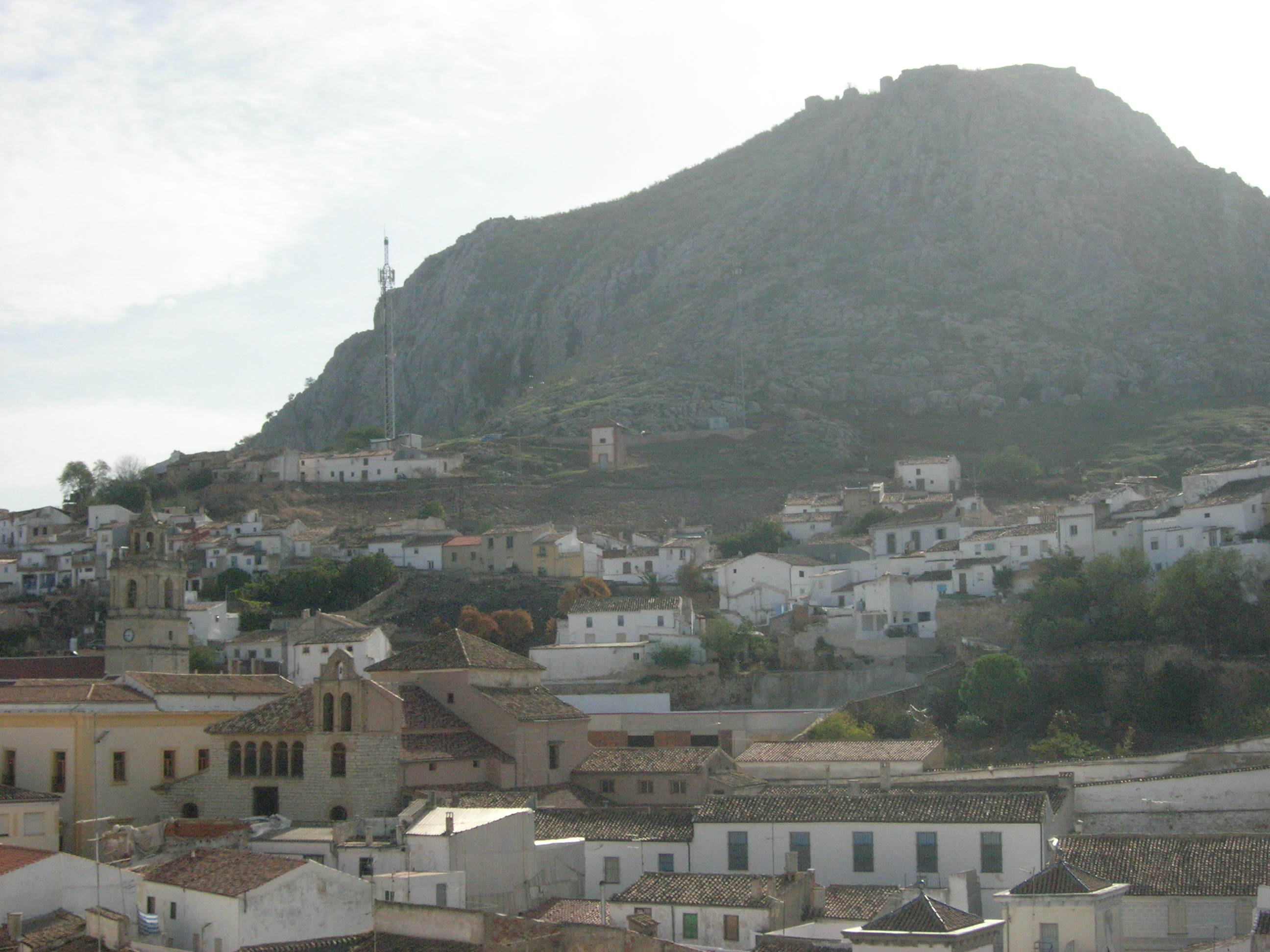
Vista de la Peña de Martos, con el municipio en primer plano. Según refiere la tradición, desde la peña fueron arrojados, por orden del rey Fernando IV, los hermanos Carvajal el día 7 de agosto de 1312.

El padre Juan de Mariana, escritor e historiador del siglo XVII, describió la condena y ejecución de los hermanos Carvajal en la ciudad de Martos, y estableció por primera vez la posible relación existente entre la leyenda del emplazamiento ante el Tribunal de Dios de Fernando IV, y los emplazamientos sufridos por el papa Clemente V, y el rey de Francia Felipe IV el Hermoso, ambos ocurridos en 1314, dos años después de la muerte de Fernando IV. El último Gran Maestre de la Orden del Temple, Jacques de Molay, fue quemado en la hoguera en París en marzo de 1314, y antes de morir, según refiere la tradición, conminó a comparecer ante Dios, en el plazo de un año, al papa Clemente V, al rey Felipe IV de Francia y a Guillermo de Nogaret, responsables de la supresión de la Orden del Temple y de la muerte de muchos de sus miembros:

El Rey muy descuidado de los hecho se partió para Alcaudete donde su exército aloxaba: allí le sobrevino una enfermedad tan grande, que fue forzado dar la vuelta à Jaén, bien que los Moros movían prática de entregar la villa. Aumentábase el mal de cada día, y agravábase la dolencia de suerte que el Rey no podía por sí negociar. Todavía alegre por la nueva que le vino que la villa era tomada, resolvía en su pensamiento nuevas conquistas, quando un Jueves que se contaron siete días del mes de Setiembre, como después de comer se retirase à dormir, à cabo de rato le hallaron muerto. Falleció en la flor de su edad que era de veinte y quatro años y nueve meses, en sazón que sus negocios se encaminaban prósperamente. Tuvo el Reyno por espacio de diez y siete años, quatro meses y diez y nueve días y fue el Quarto de su nombre. Entendióse que su poco orden en el comer y beber le acarreáron la muerte: otros decían que era castigo de Dios porque desde el día que fue citado, hasta la hora de su muerte (cosa maravillosa y extraordinaria) se contaban precisamente treinta días. Por esto entre los Reyes de Castilla fue llamado D. Fernando el Emplazado. Su cuerpo depositaron en Córdova, porque a causa de los calores que todavía duraban, no pudo ser llevado à Sevilla ni à Toledo do tenían los enterramientos Reales. Acrecentóse la fama y la opinión susodicha, concebida en los ánimos del vulgo, por la muerte de dos grandes príncipes que por semejante razón: fallecieron en los dos años próximos siguientes: estos fueron Philipo Rey de Francia y el Papa Clemente, ambos citados por los Templarios para delante el divino tribunal al tiempo que con fuego y todo género de tormentos los mandaban castigar y perseguían toda aquella religión. Tal era la fama que corría, si verdadera si falsa, no se sabe, mas es de creer que fuese falsa: en lo que sucedió al Rey D. Fernando nadie pone duda...

El historiador y arqueólogo palentino Francisco Simón y Nieto, señaló en su obra Una página del reinado de Fernando IV. Pleito seguido en Valladolid ante el rey y su corte en una sesión, por los personeros de Palencia contra el Obispo D. Álvaro Carrillo, 28 de mayo de 1298, publicada en 1912, que la causa última de la muerte de Fernando IV pudo ser una trombosis coronaria, aunque sin descartar otras, como hemorragia cerebral, edema agudo de pulmón, angina de pecho, infarto de miocardio, embolia, síncope u otras.

## Sepultura
En septiembre de 1312, poco después de su defunción, los restos mortales de Fernando IV de Castilla fueron trasladados a la ciudad de Córdoba, y el día 13 de septiembre fueron sepultados en una capilla de la Mezquita-Catedral de Córdoba, a pesar de que su cadáver debería haber recibido sepultura en la Catedral de Toledo junto a su padre, el rey Sancho IV, o bien en la catedral de Sevilla junto a su abuelo paterno, Alfonso X, y su bisabuelo paterno, Fernando III.

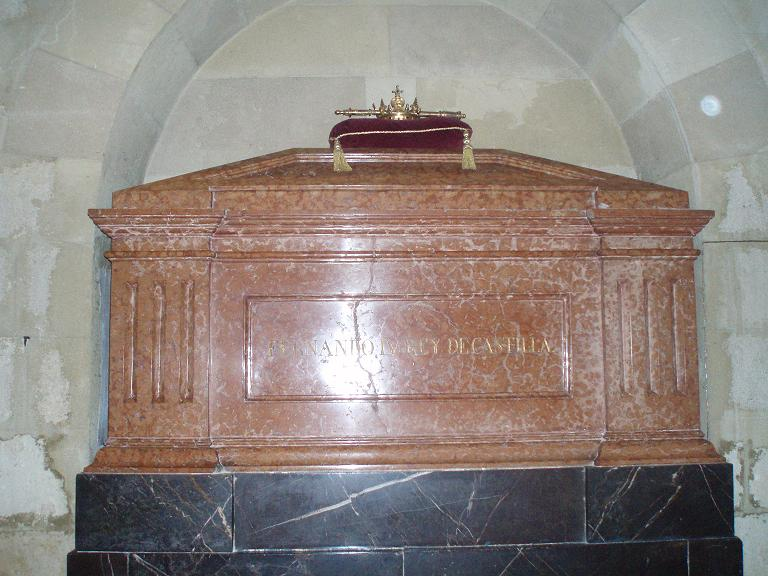
Sepulcro del rey Fernando IV de Castilla en la iglesia de San Hipólito de Córdoba.

No obstante, debido a las altas temperaturas que se dieron en el mes de septiembre del año 1312, la reina Constanza de Portugal, viuda de Fernando IV, y el infante Pedro de Castilla, hermano del difunto rey, decidieron dar sepultura a los restos mortales de Fernando IV en la Mezquita-Catedral de Córdoba. La reina Constanza de Portugal fundó además seis capellanías y dispuso que en el mes de septiembre se celebrase el aniversario perpetuo en memoria del difunto rey. Hasta que transcurrió un año desde la defunción del monarca, cuatro cirios ardieron permanentemente junto a su sepultura y, diariamente, durante ese año, el obispo de la ciudad y el cabildo catedralicio entonaron responsos una vez al día por el alma del difunto rey junto a su sepultura. En 1371, los restos mortales de Fernando IV y los de su hijo, Alfonso XI de Castilla, fueron depositados en la Capilla Real de la Mezquita-Catedral de Córdoba, cuya construcción había finalizado ese mismo año.
En 1728, el Papa Benedicto XIII expidió una bula por la que la Capilla Real de la Mezquita-catedral de Córdoba quedaba adscrita a la iglesia de San Hipólito de Córdoba, y ese mismo año, después de varias rogativas por parte de los canónigos de la iglesia de San Hipólito de Córdoba, que habían solicitado a Felipe V que los restos de Fernando IV y de Alfonso XI fueran trasladados a su colegiata, el rey autorizó el traslado de los restos de los dos monarcas, que estaban sepultados en la Capilla Real de la Mezquita-Catedral de Córdoba.
En 1729 se iniciaron las obras para la terminación de la iglesia de San Hipólito, que se dieron por finalizadas en 1736, y en la noche del día 8 de agosto de 1736, con todos los honores, los restos mortales de Fernando IV y de Alfonso XI fueron trasladados a la iglesia de San Hipólito de Córdoba, en la que reposan desde entonces. Al mismo tiempo, los canónigos de San Hipólito trasladaron a su colegiata todos los bienes muebles de la Capilla Real de la Mezquita-Catedral.
En el tramo primero del presbiterio de la iglesia de San Hipólito de Córdoba, alojados en sendos arcosolios, se encuentran los sepulcros que contienen los restos mortales de Fernando IV, ubicado en el lado de la Epístola, y el que contiene los restos de su hijo Alfonso XI, que se encuentra en el lado del Evangelio. Los restos mortales de ambos monarcas se hallan depositados en el interior de sendas urnas de mármol rojo, construidas con mármoles procedentes del desaparecido monasterio de San Jerónimo de Córdoba, y ambas fueron realizadas en 1846, por encargo de la Comisión de Monumentos.
Hasta ese momento, los restos de ambos monarcas se hallaban colocados en sendos ataúdes de madera en el presbiterio de la iglesia, donde eran mostrados a los visitantes distinguidos. Sobre las cubiertas de ambos sepulcros se encuentran colocados sendos almohadones sobre los que se hallan depositados una corona y un cetro, símbolos de la realeza.

## Matrimonio y descendencia
Fernando IV contrajo matrimonio en la ciudad de Valladolid, el 23 de enero de 1302, con Constanza de Portugal, hija del rey Dionisio I de Portugal, y fruto de ese matrimonio nacieron tres hijos:
- Leonor de Castilla (1307-1359). Contrajo matrimonio con Alfonso IV de Aragón, y fue asesinada en 1359 en el municipio burgalés de Castrojeriz por orden de su sobrino, Pedro I de Castilla.
- Constanza de Castilla (1308-1310). Falleció en la infancia y fue sepultada en el desaparecido monasterio de Santo Domingo el Real de Madrid, aunque en 1869 sus restos mortales fueron trasladados a la cripta de la iglesia de San Antonio de los Alemanes de la misma ciudad, donde reposan en la actualidad.[31]
- Alfonso XI de Castilla (1311-1350). Sucedió a su padre en el trono de Castilla y falleció en 1350 a causa de la peste negra mientras asediaba Gibraltar.

## Ancestros
| \| \| \| \| \| \| \| \| \| \| \| \| \| \| \| \| \| \| \| \| 16. Alfonso IX de León (=12) \| \| \| \| \| \| \| \| \| \| \| \| \| \| \| \| \| \| \| \| \| \| \| \| \| \| \| \| \| \| \| \| \| \| \| \| \| \| \| \| \| \| \| \| \| \| \| \| \| \| \| \| \| \| 8. Fernando III de Castilla \| \| \| \| \| \| \| \| \| \| \| \| \| \| \| \| \| \| \| \| \| \| \| \| \| \| \| \| \| \| \| \| \| \| \| \| \| \| \| \| \| \| \| \| \| \| \| \| \| \| \| \| \| \| 17. Berenguela de Castilla (=13) \| \| \| \| \| \| \| \| \| \| \| \| \| \| \| \| \| \| \| \| \| \| \| \| \| \| \| \| \| \| \| \| \| \| \| \| \| \| \| \| \| \| \| \| \| \| \| \| \| \| \| \| \| \| 4. Alfonso X de Castilla \| \| \| \| \| \| \| \| \| \| \| \| \| \| \| \| \| \| \| \| \| \| \| \| \| \| \| \| \| \| \| \| \| \| \| \| \| \| \| \| \| \| \| \| \| \| \| \| \| \| \| \| \| \| 18. Felipe de Suabia \| \| \| \| \| \| \| \| \| \| \| \| \| \| \| \| \| \| \| \| \| \| \| \| \| \| \| \| \| \| \| \| \| \| \| \| \| \| \| \| \| \| \| \| \| \| \| \| \| \| \| \| \| \| 9. Beatriz de Suabia \| \| \| \| \| \| \| \| \| \| \| \| \| \| \| \| \| \| \| \| \| \| \| \| \| \| \| \| \| \| \| \| \| \| \| \| \| \| \| \| \| \| \| \| \| \| \| \| \| \| \| \| \| \| 19. Irene Ángelo \| \| \| \| \| \| \| \| \| \| \| \| \| \| \| \| \| \| \| \| \| \| \| \| \| \| \| \| \| \| \| \| \| \| \| \| \| \| \| \| \| \| \| \| \| \| \| \| \| \| \| \| \| \| 2. Sancho IV de Castilla \| \| \| \| \| \| \| \| \| \| \| \| \| \| \| \| \| \| \| \| \| \| \| \| \| \| \| \| \| \| \| \| \| \| \| \| \| \| \| \| \| \| \| \| \| \| \| \| \| \| \| \| \| \| 20. Pedro II de Aragón \| \| \| \| \| \| \| \| \| \| \| \| \| \| \| \| \| \| \| \| \| \| \| \| \| \| \| \| \| \| \| \| \| \| \| \| \| \| \| \| \| \| \| \| \| \| \| \| \| \| \| \| \| \| 10. Jaime I de Aragón \| \| \| \| \| \| \| \| \| \| \| \| \| \| \| \| \| \| \| \| \| \| \| \| \| \| \| \| \| \| \| \| \| \| \| \| \| \| \| \| \| \| \| \| \| \| \| \| \| \| \| \| \| \| 21. María de Montpellier \| \| \| \| \| \| \| \| \| \| \| \| \| \| \| \| \| \| \| \| \| \| \| \| \| \| \| \| \| \| \| \| \| \| \| \| \| \| \| \| \| \| \| \| \| \| \| \| \| \| \| \| \| \| 5. Violante de Aragón \| \| \| \| \| \| \| \| \| \| \| \| \| \| \| \| \| \| \| \| \| \| \| \| \| \| \| \| \| \| \| \| \| \| \| \| \| \| \| \| \| \| \| \| \| \| \| \| \| \| \| \| \| \| 22. Andrés II de Hungría \| \| \| \| \| \| \| \| \| \| \| \| \| \| \| \| \| \| \| \| \| \| \| \| \| \| \| \| \| \| \| \| \| \| \| \| \| \| \| \| \| \| \| \| \| \| \| \| \| \| \| \| \| \| 11. Violante de Hungría \| \| \| \| \| \| \| \| \| \| \| \| \| \| \| \| \| \| \| \| \| \| \| \| \| \| \| \| \| \| \| \| \| \| \| \| \| \| \| \| \| \| \| \| \| \| \| \| \| \| \| \| \| \| 23. Violante de Courtenay \| \| \| \| \| \| \| \| \| \| \| \| \| \| \| \| \| \| \| \| \| \| \| \| \| \| \| \| \| \| \| \| \| \| \| \| \| \| \| \| \| \| \| \| \| \| \| \| \| \| \| \| \| \| 1. Fernando IV de Castilla \| \| \| \| \| \| \| \| \| \| \| \| \| \| \| \| \| \| \| \| \| \| \| \| \| \| \| \| \| \| \| \| \| \| \| \| \| \| \| \| \| \| \| \| \| \| \| \| \| \| \| \| \| \| 24. Fernando II de León \| \| \| \| \| \| \| \| \| \| \| \| \| \| \| \| \| \| \| \| \| \| \| \| \| \| \| \| \| \| \| \| \| \| \| \| \| \| \| \| \| \| \| \| \| \| \| \| \| \| \| \| \| \| 12. Alfonso IX de León \| \| \| \| \| \| \| \| \| \| \| \| \| \| \| \| \| \| \| \| \| \| \| \| \| \| \| \| \| \| \| \| \| \| \| \| \| \| \| \| \| \| \| \| \| \| \| \| \| \| \| \| \| \| 25. Urraca de Portugal \| \| \| \| \| \| \| \| \| \| \| \| \| \| \| \| \| \| \| \| \| \| \| \| \| \| \| \| \| \| \| \| \| \| \| \| \| \| \| \| \| \| \| \| \| \| \| \| \| \| \| \| \| \| 6. Alfonso de Molina \| \| \| \| \| \| \| \| \| \| \| \| \| \| \| \| \| \| \| \| \| \| \| \| \| \| \| \| \| \| \| \| \| \| \| \| \| \| \| \| \| \| \| \| \| \| \| \| \| \| \| \| \| \| 26. Alfonso VIII de Castilla \| \| \| \| \| \| \| \| \| \| \| \| \| \| \| \| \| \| \| \| \| \| \| \| \| \| \| \| \| \| \| \| \| \| \| \| \| \| \| \| \| \| \| \| \| \| \| \| \| \| \| \| \| \| 13. Berenguela de Castilla \| \| \| \| \| \| \| \| \| \| \| \| \| \| \| \| \| \| \| \| \| \| \| \| \| \| \| \| \| \| \| \| \| \| \| \| \| \| \| \| \| \| \| \| \| \| \| \| \| \| \| \| \| \| 27. Leonor Plantagenet \| \| \| \| \| \| \| \| \| \| \| \| \| \| \| \| \| \| \| \| \| \| \| \| \| \| \| \| \| \| \| \| \| \| \| \| \| \| \| \| \| \| \| \| \| \| \| \| \| \| \| \| \| \| 3. María de Molina \| \| \| \| \| \| \| \| \| \| \| \| \| \| \| \| \| \| \| \| \| \| \| \| \| \| \| \| \| \| \| \| \| \| \| \| \| \| \| \| \| \| \| \| \| \| \| \| \| \| \| \| \| \| 28. Alfonso Téllez de Meneses \| \| \| \| \| \| \| \| \| \| \| \| \| \| \| \| \| \| \| \| \| \| \| \| \| \| \| \| \| \| \| \| \| \| \| \| \| \| \| \| \| \| \| \| \| \| \| \| \| \| \| \| \| \| 14. Alfonso Téllez II de Meneses \| \| \| \| \| \| \| \| \| \| \| \| \| \| \| \| \| \| \| \| \| \| \| \| \| \| \| \| \| \| \| \| \| \| \| \| \| \| \| \| \| \| \| \| \| \| \| \| \| \| \| \| \| \| 29. Elvira Rodríguez Girón \| \| \| \| \| \| \| \| \| \| \| \| \| \| \| \| \| \| \| \| \| \| \| \| \| \| \| \| \| \| \| \| \| \| \| \| \| \| \| \| \| \| \| \| \| \| \| \| \| \| \| \| \| \| 7. Mayor Alfonso de Meneses \| \| \| \| \| \| \| \| \| \| \| \| \| \| \| \| \| \| \| \| \| \| \| \| \| \| \| \| \| \| \| \| \| \| \| \| \| \| \| \| \| \| \| \| \| \| \| \| \| \| \| \| \| \| 30. Juan Fernandes de Lima \| \| \| \| \| \| \| \| \| \| \| \| \| \| \| \| \| \| \| \| \| \| \| \| \| \| \| \| \| \| \| \| \| \| \| \| \| \| \| \| \| \| \| \| \| \| \| \| \| \| \| \| \| \| 15. María Yáñez de Lima \| \| \| \| \| \| \| \| \| \| \| \| \| \| \| \| \| \| \| \| \| \| \| \| \| \| \| \| \| \| \| \| \| \| \| \| \| \| \| \| \| \| \| \| \| \| \| \| \| \| \| \| \| \| 31. María Pais da Ribeira \| \| \| \| \| \| \| \| \| \| \| \| \| \| \| \| \| \| \| \| \| \| \| \| \| \| \| \| \| \| \| \| \| \| \| \| \| \| \| \| \| \| \| \| \| \| \| \| \| \| \| \| |                                  |  |  |  |  |  |  |  |  |  |  |  |  |  |  |  |
| |                                  |  |  |  |  |  |  |  |  |  |  |  |  |  |  |  |
| | 16. Alfonso IX de León (=12)     |  |  |  |  |  |  |  |  |  |  |  |  |  |  |  |
| |                                  |  |  |  |  |  |  |  |  |  |  |  |  |  |  |  |
| |                                  |  |  |  |  |  |  |  |  |  |  |  |  |  |  |  |
| | 8. Fernando III de Castilla      |  |  |  |  |  |  |  |  |  |  |  |  |  |  |  |
| |                                  |  |  |  |  |  |  |  |  |  |  |  |  |  |  |  |
| |                                  |  |  |  |  |  |  |  |  |  |  |  |  |  |  |  |
| | 17. Berenguela de Castilla (=13) |  |  |  |  |  |  |  |  |  |  |  |  |  |  |  |
| |                                  |  |  |  |  |  |  |  |  |  |  |  |  |  |  |  |
| |                                  |  |  |  |  |  |  |  |  |  |  |  |  |  |  |  |
| | 4. Alfonso X de Castilla         |  |  |  |  |  |  |  |  |  |  |  |  |  |  |  |
| |                                  |  |  |  |  |  |  |  |  |  |  |  |  |  |  |  |
| |                                  |  |  |  |  |  |  |  |  |  |  |  |  |  |  |  |
| | 18. Felipe de Suabia             |  |  |  |  |  |  |  |  |  |  |  |  |  |  |  |
| |                                  |  |  |  |  |  |  |  |  |  |  |  |  |  |  |  |
| |                                  |  |  |  |  |  |  |  |  |  |  |  |  |  |  |  |
| | 9. Beatriz de Suabia             |  |  |  |  |  |  |  |  |  |  |  |  |  |  |  |
| |                                  |  |  |  |  |  |  |  |  |  |  |  |  |  |  |  |
| |                                  |  |  |  |  |  |  |  |  |  |  |  |  |  |  |  |
| | 19. Irene Ángelo                 |  |  |  |  |  |  |  |  |  |  |  |  |  |  |  |
| |                                  |  |  |  |  |  |  |  |  |  |  |  |  |  |  |  |
| |                                  |  |  |  |  |  |  |  |  |  |  |  |  |  |  |  |
| | 2. Sancho IV de Castilla         |  |  |  |  |  |  |  |  |  |  |  |  |  |  |  |
| |                                  |  |  |  |  |  |  |  |  |  |  |  |  |  |  |  |
| |                                  |  |  |  |  |  |  |  |  |  |  |  |  |  |  |  |
| | 20. Pedro II de Aragón           |  |  |  |  |  |  |  |  |  |  |  |  |  |  |  |
| |                                  |  |  |  |  |  |  |  |  |  |  |  |  |  |  |  |
| |                                  |  |  |  |  |  |  |  |  |  |  |  |  |  |  |  |
| | 10. Jaime I de Aragón            |  |  |  |  |  |  |  |  |  |  |  |  |  |  |  |
| |                                  |  |  |  |  |  |  |  |  |  |  |  |  |  |  |  |
| |                                  |  |  |  |  |  |  |  |  |  |  |  |  |  |  |  |
| | 21. María de Montpellier         |  |  |  |  |  |  |  |  |  |  |  |  |  |  |  |
| |                                  |  |  |  |  |  |  |  |  |  |  |  |  |  |  |  |
| |                                  |  |  |  |  |  |  |  |  |  |  |  |  |  |  |  |
| | 5. Violante de Aragón            |  |  |  |  |  |  |  |  |  |  |  |  |  |  |  |
| |                                  |  |  |  |  |  |  |  |  |  |  |  |  |  |  |  |
| |                                  |  |  |  |  |  |  |  |  |  |  |  |  |  |  |  |
| | 22. Andrés II de Hungría         |  |  |  |  |  |  |  |  |  |  |  |  |  |  |  |
| |                                  |  |  |  |  |  |  |  |  |  |  |  |  |  |  |  |
| |                                  |  |  |  |  |  |  |  |  |  |  |  |  |  |  |  |
| | 11. Violante de Hungría          |  |  |  |  |  |  |  |  |  |  |  |  |  |  |  |
| |                                  |  |  |  |  |  |  |  |  |  |  |  |  |  |  |  |
| |                                  |  |  |  |  |  |  |  |  |  |  |  |  |  |  |  |
| | 23. Violante de Courtenay        |  |  |  |  |  |  |  |  |  |  |  |  |  |  |  |
| |                                  |  |  |  |  |  |  |  |  |  |  |  |  |  |  |  |
| |                                  |  |  |  |  |  |  |  |  |  |  |  |  |  |  |  |
| | 1. Fernando IV de Castilla       |  |  |  |  |  |  |  |  |  |  |  |  |  |  |  |
| |                                  |  |  |  |  |  |  |  |  |  |  |  |  |  |  |  |
| |                                  |  |  |  |  |  |  |  |  |  |  |  |  |  |  |  |
| | 24. Fernando II de León          |  |  |  |  |  |  |  |  |  |  |  |  |  |  |  |
| |                                  |  |  |  |  |  |  |  |  |  |  |  |  |  |  |  |
| |                                  |  |  |  |  |  |  |  |  |  |  |  |  |  |  |  |
| | 12. Alfonso IX de León           |  |  |  |  |  |  |  |  |  |  |  |  |  |  |  |
| |                                  |  |  |  |  |  |  |  |  |  |  |  |  |  |  |  |
| |                                  |  |  |  |  |  |  |  |  |  |  |  |  |  |  |  |
| | 25. Urraca de Portugal           |  |  |  |  |  |  |  |  |  |  |  |  |  |  |  |
| |                                  |  |  |  |  |  |  |  |  |  |  |  |  |  |  |  |
| |                                  |  |  |  |  |  |  |  |  |  |  |  |  |  |  |  |
| | 6. Alfonso de Molina             |  |  |  |  |  |  |  |  |  |  |  |  |  |  |  |
| |                                  |  |  |  |  |  |  |  |  |  |  |  |  |  |  |  |
| |                                  |  |  |  |  |  |  |  |  |  |  |  |  |  |  |  |
| | 26. Alfonso VIII de Castilla     |  |  |  |  |  |  |  |  |  |  |  |  |  |  |  |
| |                                  |  |  |  |  |  |  |  |  |  |  |  |  |  |  |  |
| |                                  |  |  |  |  |  |  |  |  |  |  |  |  |  |  |  |
| | 13. Berenguela de Castilla       |  |  |  |  |  |  |  |  |  |  |  |  |  |  |  |
| |                                  |  |  |  |  |  |  |  |  |  |  |  |  |  |  |  |
| |                                  |  |  |  |  |  |  |  |  |  |  |  |  |  |  |  |
| | 27. Leonor Plantagenet           |  |  |  |  |  |  |  |  |  |  |  |  |  |  |  |
| |                                  |  |  |  |  |  |  |  |  |  |  |  |  |  |  |  |
| |                                  |  |  |  |  |  |  |  |  |  |  |  |  |  |  |  |
| | 3. María de Molina               |  |  |  |  |  |  |  |  |  |  |  |  |  |  |  |
| |                                  |  |  |  |  |  |  |  |  |  |  |  |  |  |  |  |
| |                                  |  |  |  |  |  |  |  |  |  |  |  |  |  |  |  |
| | 28. Alfonso Téllez de Meneses    |  |  |  |  |  |  |  |  |  |  |  |  |  |  |  |
| |                                  |  |  |  |  |  |  |  |  |  |  |  |  |  |  |  |
| |                                  |  |  |  |  |  |  |  |  |  |  |  |  |  |  |  |
| | 14. Alfonso Téllez II de Meneses |  |  |  |  |  |  |  |  |  |  |  |  |  |  |  |
| |                                  |  |  |  |  |  |  |  |  |  |  |  |  |  |  |  |
| |                                  |  |  |  |  |  |  |  |  |  |  |  |  |  |  |  |
| | 29. Elvira Rodríguez Girón       |  |  |  |  |  |  |  |  |  |  |  |  |  |  |  |
| |                                  |  |  |  |  |  |  |  |  |  |  |  |  |  |  |  |
| |                                  |  |  |  |  |  |  |  |  |  |  |  |  |  |  |  |
| | 7. Mayor Alfonso de Meneses      |  |  |  |  |  |  |  |  |  |  |  |  |  |  |  |
| |                                  |  |  |  |  |  |  |  |  |  |  |  |  |  |  |  |
| |                                  |  |  |  |  |  |  |  |  |  |  |  |  |  |  |  |
| | 30. Juan Fernandes de Lima       |  |  |  |  |  |  |  |  |  |  |  |  |  |  |  |
| |                                  |  |  |  |  |  |  |  |  |  |  |  |  |  |  |  |
| |                                  |  |  |  |  |  |  |  |  |  |  |  |  |  |  |  |
| | 15. María Yáñez de Lima          |  |  |  |  |  |  |  |  |  |  |  |  |  |  |  |
| |                                  |  |  |  |  |  |  |  |  |  |  |  |  |  |  |  |
| |                                  |  |  |  |  |  |  |  |  |  |  |  |  |  |  |  |
| | 31. María Pais da Ribeira        |  |  |  |  |  |  |  |  |  |  |  |  |  |  |  |
| |                                  |  |  |  |  |  |  |  |  |  |  |  |  |  |  |  |
| |                                  |  |  |  |  |  |  |  |  |  |  |  |  |  |  |  |

| Predecesor: Sancho IV | Rey de Castilla 1295-1312 | Sucesor: Alfonso XI |

#### Obras generales de consulta
- Arco y Garay, Ricardo del (1954). Sepulcros de la Casa Real de Castilla. Madrid: Instituto Jerónimo Zurita. Consejo Superior de Investigaciones Científicas. OCLC 11366237.
- Catalán, Diego (1977).  Cátedra Seminario Menéndez Pidal, ed. Gran Crónica de Alfonso XI. Dos tomos (1.ª edición). Madrid: Editorial Gredos. ISBN 978-84-600-0796-8.
- Cerdá y Rico, Francisco (1787). Crónica de D. Alfonso el Onceno de este nombre (2.ª edición). Madrid: Imprenta de D. Antonio de Sancha. OCLC 3130234.
- Gaibrois Riaño de Ballesteros, Mercedes (1922-1928).  Revista de archivos, bibliotecas y museos, ed. Historia del reinado de Sancho IV de Castilla. 3 volúmenes (1.ª edición). Madrid: Editorial Voluntad. OCLC 492177948.
- Gaibrois Riaño de Ballesteros, Mercedes (1936). María de Molina, tres veces reina. Colección Vidas Memorables (1.ª edición). Madrid: Editorial Espasa-Calpe S.A.
- García de la Fuente, Arturo (1935). Los Castigos e documentos del rey don Sancho IV el Bravo. Estudio preliminar de una edición crítica de esta obra. San Lorenzo del Escorial (Madrid).
- Gómez Moreno, Manuel (1946). El Panteón de las Huelgas Reales de Burgos. Instituto Diego Velázquez. Consejo Superior de Investigaciones Científicas.
- Gómez Redondo, Fernando (1999). «VII. De Fernando IV a Alfonso XI (1295-1530): el triunfo del molinismo». Historia de la prosa medieval castellana II: El desarrollo de los géneros. La ficción caballeresca y el orden religioso. Madrid: Ediciones Cátedra. ISBN 978-84-376-1643-8.
- Ibáñez de Segovia Peralta y Mendoza, Gaspar, Marqués de Mondejar (1777). «XVI».  En Joachin Ibarra, ed. Memorias históricas del Rei D. Alonso el Sabio i observaciones a su chronica. Madrid.
- Layna Serrano, Francisco (1993). Historia de Guadalajara y sus Mendozas en los siglos XV y XVI. Tomo I: orígenes, época árabe, Edad Media. Reedición Aaché Ediciones. ISBN 84-87743-28-5.
- Loaysa, Jofré de; García Martínez, Antonio (1982).  Academia Alfonso X el Sabio, Colección Biblioteca Murciana de bolsillo N.º 27, ed. Crónicas de los Reyes de Castilla Fernando III, Alfonso X, Sancho IV y Fernando IV (1248-1305). latín y castellano (2.ª edición). Murcia. ISBN 84-00-05017-7.
- Mariana, Juan de (1855). Historia General de España (Reedición edición). Madrid: Imprenta y librería de Gaspar y Roig, editores. OCLC 8097245.
- Nieto Cumplido, Manuel (2007).  Obra social y cultural de Cajasur, ed. La Catedral de Córdoba (2.ª edición). Córdoba: Publicaciones de la Obra social y cultural de Cajasur. ISBN 978-84-7959-652-1.
- Salvador Martínez, H (2003). Alfonso X el Sabio (1.ª edición). Madrid: Ediciones Polifemo. ISBN 9788486547660.
- Mata Carriazo y Arroquia, Juan de (2002).  Catalogación Universidad de Sevilla. Secretariado de Publicaciones, ed. En la frontera de Granada. Granada: Editorial Universidad de Granada. Campus Universitario de Cartuja. ISBN 84-338-2842-8.
- Menéndez Pidal de Navascués, Faustino (1982).  Instituto Luis de Salazar y Castro (Consejo Superior de Investigaciones Científicas, ed. Heráldica medieval española: la Casa Real de León y Castilla. Volumen I. Hidalguía. ISBN 978-84-00-05150-1.
- Menezo Otero, Juan José (2005). Reinos y Jefes de Estado desde el 712 (5.ª edición). Madrid: Historia Hispana. ISBN 84-604-9610-4.
- Novia de Salcedo, Pedro (1851).  Librería de Delmas e Hijo, ed. Defensa histórica, legislativa y económica del señorío de Vizcaya y provincias de Álava y Guipúzcoa. Bilbao. OCLC 458939368.
- Pérez Algar, Félix (1997). Alfonso X el Sabio: Biografía. Madrid: Studium Generalis. ISBN 84-605-6339-1.
- Roca de Togores y Carrasco, Mariano; Marqués de Molins (1837). María de Molina. Madrid.
- Rodríguez de Almela, Diego; Román, Blas y Moreno, Juan Antonio (1793). Valerio de las historias de la sagrada escritura, y de los hechos de España (Reedición edición). Madrid: Librería de Domingo Villa.
- Salazar y Mendoza, Pedro de; Soria Mesa, Enrique; Carrillo, Alonso (1998).  Universidad de Granada, ed. El origen de las dignidades seglares de Castilla y León (1.ª edición). Granada. ISBN 84-338-2453-8.
- Salcedo Hierro, Miguel (2000). La Mezquita, Catedral de Córdoba (1.ª edición). Córdoba: Publicaciones de la Obra Social y Cultural de Cajasur. ISBN 8479593407.
- Valdeón Baruque, Julio (2003). Alfonso X: la forja de la España moderna (1.ª edición). Ediciones Temas de Hoy, S.A. ISBN 84-8460-277-X.
- Valdeón Baruque, Julio (1986).  Junta de Castilla y León, Consejería de Educación y Cultura, ed. Alfonso X el Sabio (1.ª edición). Castilla y León. ISBN 84-505-3366-X.
- Valle Curieses, Rafael (2000). María de Molina: el soberano ejercicio de la concordia: (1260-1321). Madrid: Alderabán. ISBN 84-95414-03-1.
- VV.AA.; El Grupo Arca (1995).  Universidad de Córdoba, ed. Guía artística de la provincia de Córdoba. Córdoba: Servicio de Publicaciones de la Universidad de Córdoba. ISBN 84-7801-285-0.
- Ximena Jurado, Martín (1991).  Universidad de Granada, ed. Catálogo de los Obispos de las Iglesias Catedrales de Jaén y Anales eclesiásticos de este Obispado (1.ª edición). Granada. ISBN 84-338-1350-1.
- Ybarra y López-Dóriga, Fernando de, Marqués de Arriluce de Ybarra (1997).  Real Academia Sevillana de Buenas Letras, ed. Un largo siglo de amores y desamores en el Alcázar de Sevilla (1248-1368) (1.ª edición). Sevilla. ISBN 84-8093-016-0.
- Zurita, Jerónimo (2005). Anales de Aragón (1.ª edición). Institución Fernando el Católico. ISBN 84-7820-823-2.

#### Obras específicas acerca de Fernando IV y su época
- Benavides, Antonio (1860). Memorias de Don Fernando IV de Castilla. dos tomos (1.ª edición). Madrid: Imprenta de Don José Rodríguez.
- Coria Colino, Jesús J.; Francia Lorenzo, Santiago (1999). Reinado de Fernando IV (1295-1312) (1.ª edición). Palencia: Aretusa. ISBN 84-605-9954-X.
- González Mínguez, César (1995). Fernando IV, 1295-1312 (1.ª edición). Palencia: La Olmeda. ISBN 84-8173-027-0.
- González Mínguez, César (1974).  Consejo de Cultura de la Diputación Foral de Alava, ed. Contribución al estudio de las Hermandades en el reinado de Fernando IV de Castilla. Vitoria. ISBN 8450062136.
- Torres Fontes, Juan (1980).  Academia Alfonso X el Sabio. Consejo Superior de Investigaciones Científicas, ed. Documentos de Fernando IV (1.ª edición). ISBN 84-00-04659-5.

#### Artículos específicos aparecidos en libros y publicaciones acerca de Fernando IV y su época
- Ayerbe Iríbar, María Rosa; González Mínguez, César (1993). «Concejos, Cortes y Hemandades durante el Reinado de Fernando IV de Castilla (1295-1312)».  En Universidad del País Vasco, Servicio de Publicaciones, ed. Estudios dedicados a la memoria del profesor L. M. Díaz de Salazar Fernández. ISBN 84-7585-395-1.
- Foronda, François; Carrasco Manchado, Ana Isabel; González Mínguez, César (2008). «La participación concejil en la estructura de poder de la corona de Castilla durante el reinado de Fernando IV (1295-1312)».  En Dykinson, ed. El contrato político en la Corona de Castilla: cultura y sociedad políticas entre los siglos X y XVI. pp. 97-121. ISBN 978-84-9849-225-5.
- Gómez Redondo, Fernando (1999). «El "Zifar" y la "Crónica de Fernando IV"». La corónica: A Journal of Medieval Hispanic Languages, Literatures & Cultures (en inglés) (Division of Spanish Medieval Language and Literature (MLA)) 27 (3): 105-124. ISSN 0193-3892.
- González Mínguez, César (2004). «Fernando IV de Castilla (1295-1312): Perfil de un reinado». Espacio, Tiempo y Forma, Serie III, H." Medieval (Universidad Nacional de Educación a Distancia (UNED), Facultad de Geografía e Historia) (17): 223-244. ISSN 0214-9745. Consultado el 20 de septiembre de 2009.
- González Mínguez , César (1999). «La nobleza castellano-leonesa en tiempos de Fernando IV (1295-1312): una aproximación desde la historia del poder».  En Fundación Rei Afonso Henriques, ed. El tratado de Alcañices : ponencias y comunicaciones de las Jornadas conmemorativas del VII centenario del Tratado de Alcañices (1297-1997) : Zamora y Alcañices, del 8 al 12 de septiembre de 1997. pp. 249-277. ISBN 84-89981-04-3.
- González Mínguez, César (1983). «Algunos datos sobre la población de Castilla durante el reinado de Fernando IV».  En Junta de Castilla y León, Consejería de Educación y Cultura, ed. El pasado histórico de Castilla y León :actas del I Congreso de Historia de Castilla y León celebrado en Valladolid, del 1 al 4 de diciembre de 1982. pp. 87-99. ISBN 84-500-9815-7.
- González Mínguez, César; Urcelay Gaona, Hegoi (2005). «La crisis bajomedieval en Castilla durante el reinado de Fernando IV a través de las reuniones de Cortes (1295-1312)». Acta historica et archaeologica mediaevalia (en catalán) (Barcelona: Universitat de Barcelona: Servicio de Publicaciones y Facultad de Geografía e Historia) (26): 285-306. ISSN 0212-2960.
- Masià de Ros, Angels (1992). «Las pretensiones de los infantes de La Cerda a la Corona de Castilla en tiempos de Sancho IV y Fernando IV: El apoyo aragonés». Medievalia (Universitat Autónoma de Barcelona, Institut d'Estudis Medievals) (en catalán) (Barcelona: Universitat Autónoma de Barcelona, Institut d'Estudis Medievals) (10): 255-280. ISSN 0211-3473.
- Martínez, Purificación (2000). «La historia como vehículo político: la figura real en la "Crónica de Alfonso XI"». Espacio, tiempo y forma. Serie III, Historia medieval (Universidad Nacional de Educación a Distancia, UNED) (13). ISSN 0214-9745.
- Nieto Soria, José Manuel; López-Cordón Cortezo, María Victoria; González Mínguez, César; (2008). «Crisis sucesoria y conflictividad social durante el reinado de Fernando IV de Castilla (1295-1312)». Gobernar en tiempos de crisis: las quiebras dinásticas en el ámbito hispánico: 1250-1808 (1.ª edición). Madrid: Sílex ediciones. pp. 339-368. ISBN 978-84-7737-215-8.
- O'Callaghan Martínez, Joseph (1986). «Las Cortes de Fernando IV: cuadernos inéditos de Valladolid 1300 y Burgos 1308». Historia, instituciones, documentos (Sevilla: Universidad de Sevilla: Departamento de Historia Medieval y Ciencias y Técnicas Historiográficas) (13): 315-328. ISSN 0210-7716. Consultado el 1 de septiembre de 2009.
- Pascual Martínez, Lope (1994-1995). «Apuntes para un estudio de la Cancillería del rey Fernando IV de Castilla (1285-1312)». Estudis castellonencs (Castellón: Diputació de Castelló: Servei de Publicacions) (6): 1021-1036. ISSN 1130-8788.
- Rucquoi, Adeline (1987). [Génesis medieval del Estado Moderno : Castilla y Navarra (1250-1370) «Pouvoir royal et oligarchies urbaines d´Alfonso X à Fernando IV»]. Génesis medieval del Estado Moderno : Castilla y Navarra (1250-1370). Ámbito Ediciones. pp. 173-192. ISBN 84-86047-93-5.
- Ruíz Souza, Juan Carlos (2006). «Capillas Reales funerarias catedralicias de Castilla y León: nuevas hipótesis interpretativas de catedrales de Sevilla, Córdoba y Toledo». Anuario del Departamento de Historia y Teoría del Arte (Madrid: Editores Universidad Autónoma de Madrid: Departamento de Historia y Teoría del Arte) (18): 9-30. ISSN 1130-5517.
- Santamaría Torquemada, Guillermo (1990). «La legislación en Cortes sobre la Cancillería de Fernando IV: 1295-1312».  En Cortes de Castilla y León, ed. Las Cortes de Castilla y León, 1188-1988 : Actas de la tercera etapa del Congreso Científico sobre la historia de las Cortes de Castilla y León, León, del 26 a 30 de septiembre de 1988. León. pp. 285-300. ISBN 84-87119-03-4.
- Santamaría Torquemada, Guillermo (1990). «Cancilleres y notarios en la Cancillería de Fernando IV (1295-1312)».  En Universidad Complutense, ed. Congreso de jóvenes historiadores y geógrafos: actas I : [celebrado en la Facultad de Geografía e Historia de la Universidad Complutense de Madrid del 12 al 16 de diciembre de 1988. Madrid. pp. 767-776. ISBN 84-7491-295-4.
- Stefano, Giuseppe di (1988). «Emplazamiento y muerte de Fernando IV entre prosas históricas y romancero: Una aproximación"». Nueva revista de filología hispánica (México: Editores El Colegio de México: Centro de Estudios Lingüísticos y Literarios) 36 (2): 879-934. ISSN 0185-0121.
- Torres Fontes, Juan (1948-1949). «Privilegios de Fernando IV a Murcia». Anuario de historia del derecho español (Madrid: Ministerio de Justicia, Boletín Oficial del Estado, BOE) (19): 557-576. ISSN 0304-4319.
- Valladares Reguero, Aurelio (1995). «La muerte de los hermanos Carvajales y Fernando IV: fortuna literaria de un tema de ambientación jienense». Boletín del Instituto de Estudios Giennenses (Jaén: Instituto de Estudios Giennenses) (157): 199-247. ISSN 0561-3590.

### Novelas históricas
- África Bolangero, Víctor (1850). Fernando IV o dos muertes a un tiempo (2.ª edición). Madrid: Imprenta de José G. Márquez.

### Obras de teatro
- Bretón de los Herreros, Manuel (1919). Don Fernando el Emplazado: drama histórico en cinco actos. Madrid: Biblioteca de Autores Españoles.
- Molina, Tirso de (1973). La prudencia en la mujer (8.ª edición). Madrid: Espasa-Calpe, Colección Austral-Gris, N.º 369. ISBN 8423904148.